# Liste der Baudenkmale in Brandenburg an der Havel
Die Liste der Baudenkmale in Brandenburg an der Havel führt alle Baudenkmale im inneren Teil des Stadtgebiets von Brandenburg an der Havel auf. Grundlage ist die Veröffentlichung der Landesdenkmalliste mit dem Stand vom 31. Dezember 2020.
Die Baudenkmale in den Außenbereichen der Stadt sind in der Liste der Baudenkmale in Brandenburg an der Havel (Außenbereiche) enthalten. Die Baudenkmale in den eingemeindeten Orten befinden sich in der Liste der Baudenkmale in Brandenburg an der Havel (Eingemeindete Orte). Die Bodendenkmale sind in der Liste der Bodendenkmale in Brandenburg an der Havel aufgeführt.

## Baudenkmale
In den Spalten befinden sich folgende Informationen:
- ID-Nr.: Die Nummer wird vom Brandenburgischen Landesamt für Denkmalpflege vergeben. Ein Link hinter der Nummer führt zum Eintrag über das Denkmal in der Denkmaldatenbank. In dieser Spalte kann sich zusätzlich das Wort Wikidata befinden, der entsprechende Link führt zu Angaben zu diesem Denkmal bei Wikidata.
- Lage: die Adresse des Denkmales und die geographischen Koordinaten. Link zu einem Kartenansichtstool, um Koordinaten zu setzen. In der Kartenansicht sind Denkmale ohne Koordinaten mit einem roten beziehungsweise orangen Marker dargestellt und können in der Karte gesetzt werden. Denkmale ohne Bild sind mit einem blauen bzw. roten Marker gekennzeichnet, Denkmale mit Bild mit einem grünen beziehungsweise orangen Marker.
- Bezeichnung: Bezeichnung in den offiziellen Listen des Brandenburgischen Landesamtes für Denkmalpflege. Ein Link hinter der Bezeichnung führt zum Wikipedia-Artikel über das Denkmal.
- Beschreibung: die Beschreibung des Denkmales
- Bild: ein Bild des Denkmales und gegebenenfalls einen Link zu weiteren Fotos des Baudenkmals im Medienarchiv Wikimedia Commons

### Dominsel
Die Dominsel war eine vorgeschichtliche Besiedelung, um 650 bestanden hier eine Burganlage und eine Siedlung der Heveller. Baubeginn für den Dom St. Peter und Paul, Sitz des Bistums Brandenburg, war im Jahr 1165. Weiter befinden sich auf der Dominsel Bürgerhäuser des 18. Jahrhunderts wie die Siedlung Kietz und die Havelmühlen.
| ID-Nr.                           | Lage                                                        | Bezeichnung | Beschreibung | Bild                                                                             |
| -------------------------------- | ----------------------------------------------------------- | --- | --- | -------------------------------------------------------------------------------- |
| 09145180                         | Burghof (Lage)                                              | Dom St. Peter und Paul | Am 11. Oktober 1165 fand die Grundsteinlegung für den heutigen Dom statt. Der frühere Sitz des Brandenburger Bischofs befand sich in der auf Königsgebiet liegenden Altstadt Brandenburg. Bischofskirche war für kurze Zeit die St. Gotthardt-Kirche, die Hauptkirche der Altstadt. | weitere Bilder                                                                   |
| 09145776 Teilobjekt zu: 09145180 | Burghof (Lage)                                              | Orgel | | Orgel                                                                            |
| 09145777 Teilobjekt zu: 09145180 | Burghof (Lage)                                              | Glocke | Die Glocke wurde 1679 gegossen. | BW                                                                               |
| 09145778 Teilobjekt zu: 09145180 | Burghof (Lage)                                              | Glocke | Die Glocke wurde 1697 gegossen. | BW                                                                               |
| 09145850 Teilobjekt zu: 09145180 | Burghof (Lage)                                              | Glocke | Die Glocke wurde in der ersten Hälfte des 13. Jahrhunderts gegossen. | BW                                                                               |
| 09145536                         | Sankt Petri / Burgweg (Lage)                                | Petrikapelle | Die Kapelle ist ein zweischiffiger frühgotischer Backsteinbau, dessen erste Teile in der Mitte des 13. Jahrhunderts errichtet wurden. Zum Beginn des 16. Jahrhunderts kamen Zellengewölbe hinzu. Erwähnenswert sind folgende erhaltene Ausstattungsstücke: ein Altaraufsatz von 1653, in den drei Gemälde etwa von 1500 einbezogen wurden, eine Kanzel von 1768, ein Grabstein für den Bürger E. Winkelmäs mit Tonplatten. | weitere Bilder                                                                   |
| 09145173                         | Burghof 1 (Lage)                                            | Wohnhaus mit Stallgebäude | Das Haus ist der Eingang zum Domhof. Hier wohnte der Pförtner. Zu dem Gebäude gehört ein Stall. Das Haus wurde zu Beginn des 20. Jahrhunderts erbaut. | weitere Bilder                                                                   |
| 09145938 Teilobjekt zu: 09145173 | Burghof 1 (Lage)                                            | Pferdestall | Der ehemalige Pferdestall wurde 1912 als langgestreckter Ziegelbau mit Verblendfachwerk errichtet. Später diente er als Garage, bevor er im Zuge der Bundesgartenschau und des 850-jährigen Domjubiläums saniert und im November 2015 als Restaurant neu eröffnet wurde. | weitere Bilder                                                                   |
| 09145174                         | Burghof 2 (Lage)                                            | Alte Domschule | An dieser Stelle befand sich ursprünglich das Gästehaus des Domstifts, das 1581 als „Speisehaus“ erwähnt wurde. Davon zeugt noch heute die Rückwand des Gebäudes mit mittelalterlichem Backsteinmauerwerk. 1725 wurde ein Neubau mit Ziegelfassade errichtet, um die Domschule dort unterzubringen. Später diente das Gebäude als Domküsterhaus, Kindergarten und Wohnhaus. Mit der Neueröffnung des Restaurants im ehemaligen Pferdestall wurde das Gebäude saniert und eine Ferienwohnung sowie zwei Gästezimmer eingerichtet. | weitere Bilder                                                                   |
| 09145175                         | Burghof 3 (Lage)                                            | Domkurie III (Pfarrhaus) | | Domkurie III (Pfarrhaus)                                                         |
| 09145176                         | Burghof 4 (Lage)                                            | Domkurie IV | | Domkurie IV                                                                      |
| 09145177                         | Burghof 5 (Lage)                                            | Domdechanei | | Domdechanei                                                                      |
| 09145939 Teilobjekt zu: 09145177 | Burghof 5 (Lage)                                            | Anbau | Es handelt sich um einen ca. 1900 entstandenen zweigeschossigen Anbau mit einem Pultdach. | weitere Bilder                                                                   |
| 09145178                         | Burghof 6 (Lage)                                            | Domkurie V | | Domkurie V                                                                       |
| 09145220                         | Burghof 7, 8, 9 (Lage)                                      | Domklausur mit Spiegelburg und Hauptgebäude der Ritterakademie sowie Friedgarten | Die Domklausur ist eine dreiflügelige Anlage nördlich des Domes. Datiert auf 1151/1200. Im Laufe der Jahrhunderte immer wieder Umbauten und Erweiterungen. | Domklausur mit Spiegelburg und Hauptgebäude der Ritterakademie sowie Friedgarten |
| 09145950 Teilobjekt zu: 09145220 | Burghof (Lage)                                              | Klostergebäude | Hierbei handelt es sich um den Ostflügel der Domklausur, ein zweigeschossiges Gebäude mit Mansarddach, der sich unmittelbar nördlich an den Dom anschließt. | Klostergebäude                                                                   |
| 09145951 Teilobjekt zu: 09145220 | Burghof 7 (Lage)                                            | Klostergebäude | Das Gebäude ist der nördliche Fortsatz des Ostflügels, bekannt als Spiegelburg. | Klostergebäude                                                                   |
| 09145952 Teilobjekt zu: 09145220 | Burghof 8 (Lage)                                            | Klostergebäude | Bei diesem Klostergebäude handelt es sich um den Nordflügel der Domklausur, das zweigeschossige Refektorium. | Klostergebäude                                                                   |
| 09145953 Teilobjekt zu: 09145220 | Burghof 9 (Lage)                                            | Schule | Das Schulgebäude steht für den Westflügel der ehemaligen Domklausur, ein zweigeschossiger Ziegel-Feldsteinbau. Datiert auf 1869/1870. | Schule                                                                           |
| 09145082                         | Burghof 10 (Lage)                                           | Domkurie I mit Stall und Remise | | Domkurie I mit Stall und Remise                                                  |
| 09145181                         | Burghof 11 (Lage)                                           | Domkurie II | Die ehemalige Domkurie wurde 1831–32 für einen General von Jagow (vermutlich Friedrich Wilhelm von Jagow, Domherr zu Brandenburg) neu errichtet. Unter dem Gebäude hat sich jedoch ein mittelalterlicher Kellerraum erhalten. Im Laufe der Jahre wurde das Innere stark verändert und das Gebäude unterschiedlich genutzt, unter anderem 1991 als Café. Von 2016 bis 2020 wurde es saniert und am 18. August 2020 als „Hotel Brandenburger Dom“ wiedereröffnet.                                                                  | weitere Bilder                                                                   |
| 09145115                         | Burgweg 2 (Lage)                                            | Wohnhaus | Das Wohnhaus wurde zu Beginn des 19. Jahrhunderts erbaut. Es ist ein zweigeschossiges, traufständiges Haus mit drei Achsen. Die Fassade ist gegliedert durch ein Gurtsims. Unter dem Haus befindet sich ein Keller mit einem Tonnengewölbe, hier befindet sich ein Ziegelstein mit der Jahreszahl 1709. | Wohnhaus                                                                         |
| 09145620                         | Burgweg 5 (Lage)                                            | Ziegelmeister-Wohnhaus | Das Ziegelmeisterhaus wurde wahrscheinlich 1776 erbaut. Es ist ein eingeschossiges, traufständiges Haus mit einem Krüppelwalmdach. Die Gaube im Dach ist nachträglich eingebaut worden. Das Haus hat fünf Achsen, der Eingang befindet sich in der ersten Achse von links. | Ziegelmeister-Wohnhaus                                                           |
| 09145046                         | Domkietz 3 (Lage)                                           | Wohnhaus | | Wohnhaus                                                                         |
| 09145116                         | Domkietz 6 (Lage)                                           | Wohnhaus | | Wohnhaus                                                                         |
| 09145117                         | Domkietz 7 (Lage)                                           | Wohnhaus | | weitere Bilder                                                                   |
| 09145118                         | Domkietz 8 (Lage)                                           | Wohnhaus | | weitere Bilder                                                                   |
| 09145070                         | Domkietz 9 (Lage)                                           | Wohnhaus | | Wohnhaus                                                                         |
| 09145141                         | Domlinden (Lage)                                            | Brunnenanlage Galatea mit vier Tritonen | Wahrscheinlich stammen die Granitfiguren aus dem Park eines Landhauses am Monte Cimino bei Viterbo in Italien. Im Jahre 1910 wurden sie für den Park Sanssouci gekauft, sie wurden da aber nie aufgestellt. 1922 kaufte die Stadt Brandenburg die Figuren und stellte sie zwischen dem Freibad Grillendamm und dem Seglerheim auf. Es sollte ein Brunnen werden, der aus Kostengründen nicht gebaut wurde. Volkstümlich werden die Figuren auch nach einem Brandenburger Original „Witwe Bollmann und ihre Kinder“ genannt.      | weitere Bilder                                                                   |
| 09145121                         | Domlinden 4 (Lage)                                          | Domapotheke mit Seitengebäude | | Domapotheke mit Seitengebäude                                                    |
| 09145120                         | Domlinden 5 (Lage)                                          | Gasthof „Zum schwarzen Ross“ | | Gasthof „Zum schwarzen Ross“                                                     |
| 09145122                         | Domlinden 6 (Lage)                                          | Wohnhaus mit Seitenflügel | | Wohnhaus mit Seitenflügel                                                        |
| 09145123                         | Domlinden 7 (Lage)                                          | Wohnhaus mit linken Seitengebäude | | Wohnhaus mit linken Seitengebäude                                                |
| 09145124                         | Domlinden 10 (Lage)                                         | Wohnhaus | | Wohnhaus                                                                         |
| 09145061                         | Domlinden 12 (Lage)                                         | Wohnhaus | | Wohnhaus                                                                         |
| 09145125                         | Domlinden 14 (Lage)                                         | Wohnhaus | | Wohnhaus                                                                         |
| 09145062                         | Domlinden 15 (Lage)                                         | Wohnhaus mit Seitenflügeln | | Wohnhaus mit Seitenflügeln                                                       |
| 09145063                         | Domlinden 16/17 (Lage)                                      | Wohnhaus mit Quergebäude | | Wohnhaus mit Quergebäude                                                         |
| 09145047                         | Domlinden 19 (Lage)                                         | Wohnhaus und rechtes Hofgebäude | | Wohnhaus und rechtes Hofgebäude                                                  |
| 09145126                         | Domlinden 21, 21a (Lage)                                    | Vikars-, Organisten- und Kornschreiberhaus | | Vikars-, Organisten- und Kornschreiberhaus                                       |
| 09145127                         | Domlinden 23 (Lage)                                         | St.-Petri-Hospital | | St.-Petri-Hospital                                                               |
| 09145128                         | Domlinden 25 (Lage)                                         | Domkurie VI und Remise | | Domkurie VI und Remise                                                           |
| 09145129                         | Domlinden 28 (Lage)                                         | Wohnhaus | | Wohnhaus                                                                         |
| 09145222                         | Grillendamm 2 (Lage)                                        | Villa Tiede mit Nebengebäude (Garage und Hausmeisterwohnung) | | Villa Tiede mit Nebengebäude (Garage und Hausmeisterwohnung)                     |
| 09145223                         | Grillendamm 18 (Lage)                                       | Villa Kähne | | Villa Kähne                                                                      |
| 09145586                         | Hevellerstraße 8 (Lage)                                     | Syndikatshaus des Domstifts | | Syndikatshaus des Domstifts                                                      |
| 09145318                         | Krakauer Straße 1, 2, 4–7, Domlinden, Grillendamm 19 (Lage) | Vereinigte Brandenburger Mühlenwerke (ehem. Burg-, Mittel-, Krakauer Mühle), bestehend aus Hauptgebäude (Krakauer Straße 1), Mehlspeicher (Krakauer Straße 2), Rieselspeicher mit Schiffsentladeanlage (Krakauer Straße 4–7), Kornspeicher (neben Domlinden 23), Transformatorenstation (neben Grillendamm 19) und Pferdestall (Grillendamm 19) | | weitere Bilder                                                                   |
| 09145375                         | Mühlendamm (Lage)                                           | Fischhalle und Steganlage | | Fischhalle und Steganlage                                                        |
| 09145374                         | Mühlendamm (Lage)                                           | Hauptpegel | | Hauptpegel                                                                       |
| 09145376                         | Mühlendamm 2 (Lage)                                         | Villa (Havelmühle) | | Villa (Havelmühle)                                                               |
| 09145377                         | Mühlendamm 4 (Lage)                                         | Wohnhaus | | Wohnhaus                                                                         |
| 09145378                         | Mühlendamm 16–18 (Lage)                                     | Havelmühle mit Getreidespeicher und Wasserkraftanlage | | Havelmühle mit Getreidespeicher und Wasserkraftanlage                            |
| 09145377                         | Mühlendamm 20 (Lage)                                        | Wohnhaus | | Wohnhaus                                                                         |
| 09145487                         | Sankt Petri 2 (Lage)                                        | Wohnhaus und Mietwohnhaus | | Wohnhaus und Mietwohnhaus                                                        |
| 09145692                         | Sankt Petri 3 (Lage)                                        | Wohnhaus | | Wohnhaus                                                                         |
| 09145579                         | Sankt Petri 4 (Lage)                                        | Rentmeisterhaus des Domstifts | | Rentmeisterhaus des Domstifts                                                    |
| 09145616                         | Sankt Petri 5 (Lage)                                        | Wohnhaus | | Wohnhaus                                                                         |

### Altstadt
| ID-Nr.   | Lage                                                                         | Bezeichnung                                                                                                | Beschreibung | Bild                                                                        |
| -------- | ---------------------------------------------------------------------------- | --- | --- | --------------------------------------------------------------------------- |
| 09145750 | (Lage)                                                                       | Mittelalterliche Altstadt                                                                                  | Mittelalterlicher Siedlungskern um das Dorf Parduin und die St. Gotthardtkirche; Spätmittelalterliche, renaissancezeitliche und barocke Gebäude, vereinzelte gründerzeitliche Häuser beziehungsweise Umbauten und Gebäude aus den Zwanziger Jahren. | Mittelalterliche Altstadt                                                   |
| 09145532 | (Lage)                                                                       | Stadtbefestigung der Altstadt mit Wallbereich                                                              | Die Brandenburger Stadtmauer ist Teil der mittelalterlichen Stadtbefestigung der beiden damals selbstständigen Städte Brandenburg Altstadt und Brandenburg Neustadt. Die Stadtbefestigungsanlagen der im Grundriss an die Form einer Niere erinnernden Altstadt Brandenburg bestanden aus einer Stadtmauer, fünf Stadttoren, drei historisch gesicherten Tortürmen und einem im nordwestlichen Bereich vorgelagerten Wallsystem. Zu dieser Stadtbefestigung gehören der Plauer Torturm und der Rathenower Torturm. | Stadtbefestigung der Altstadt mit Wallbereich                               |
| 09145113 | Altstädtische Fischerstraße 1 (Lage)                                         | Wohnhaus                                                                                                   | 2 Geschosse, 4 Fensterachsen; Fachwerk; Fassade 1. Drittel 19. Jahrhundert, Gebäude vielleicht älter | Wohnhaus                                                                    |
| 09145064 | Altstädtische Fischerstraße 3 (Lage)                                         | Mietwohnhaus                                                                                               | 3 Geschosse, 5 Fensterachsen; erbaut um 1910; Hinterhaus, 3 Geschosse, 5 Fensterachsen, erbaut um 1910 | Mietwohnhaus                                                                |
| 09145085 | Altstädtische Fischerstraße 4 (Lage)                                         | Mietwohnhaus                                                                                               | Das Haus wurde um 1910 erbaut. Es ist ein dreigeschossiger, traufständiger Bau mit einem Satteldach. Die Fassade ist mit einfachen Stuck im Jugendstil erstellt worden. Unter dem Haus befindet sich ein Keller mit Tonnengewölbe, dieser stammt möglicherweise aus dem Mittelalter. | Mietwohnhaus                                                                |
| 09145065 | Altstädtische Fischerstraße 8 (Lage)                                         | Wohnhaus                                                                                                   | 2 Geschosse, 3 Fensterachsen; Fachwerk; erbaut etwa 1. Hälfte 18. Jahrhundert; Ausbau und Fassade 1. Drittel 19. Jahrhundert; Backsteingewölbekeller 1. Hälfte 18. Jahrhundert / 1. Drittel 19. Jahrhundert; mehrere Hofgebäude, frühes 19. Jahrhundert | Wohnhaus                                                                    |
| 09145066 | Altstädtische Fischerstraße 10 (Lage)                                        | Wohnhaus                                                                                                   | Das Wohnhaus wurde zu Beginn des 18. Jahrhunderts erbaut. Es ist ein traufständiges, zweigeschossiges Haus mit einem Satteldach. Das Haus hat vier Achsen, in der rechten Achse befindet sich der Eingang. | weitere Bilder                                                              |
| 09145067 | Altstädtische Fischerstraße 11 (Lage)                                        | Wohnhaus                                                                                                   | Zweigeschossig mit auffällig steilem Satteldach. Datiert auf 1440. Bauliche Veränderungen erfolgten im 18. und 19. Jh. Zugehörig zum Wohnhaus ist ein rückwärtig stehendes Quergebäude aus dem frühen 19. Jh. Das Haus wurde bei einem Brand am 14. Mai 2016 fast vollständig zerstört. | Wohnhaus                                                                    |
| 09145756 | Altstädtische Fischerstraße 12 (Lage)                                        | Wohnhaus                                                                                                   | Das Haus wurde bei einem Brand am 14. Mai 2016 fast zerstört. | Wohnhaus                                                                    |
| 09145069 | Altstädtische Fischerstraße 13 (Lage)                                        | Wohnhaus                                                                                                   | | weitere Bilder                                                              |
| 09145089 | Altstädtische Fischerstraße 14 (Lage)                                        | Mietwohnhaus                                                                                               | | Mietwohnhaus                                                                |
| 09145056 | Altstädtische Fischerstraße 17 (Lage)                                        | Wohnhaus                                                                                                   | Das Wohnhaus mit vier Fensterachsen wurde im Jahre 1786 erbaut. Das Haus von 1995 bis 1996 renoviert und dient jetzt als Wohnhaus und Bürohaus. | Wohnhaus                                                                    |
| 09145084 | Altstädtische Fischerstraße 19 (Lage)                                        | Wohnhaus                                                                                                   | | Wohnhaus                                                                    |
| 09145083 | Altstädtische Fischerstraße 26 (Lage)                                        | Wohnhaus                                                                                                   | | Wohnhaus                                                                    |
| 09145091 | Altstädtische Fischerstraße 32 (Lage)                                        | Kelleranlage                                                                                               | | Kelleranlage                                                                |
| 09145092 | Altstädtische Fischerstraße 33 (Lage)                                        | Wohnhaus                                                                                                   | | Wohnhaus                                                                    |
| 09145055 | Altstädtische Große Heidestraße 1 / Altstädtische Wassertorstraße (Lage)     | Wohnhaus                                                                                                   | | Wohnhaus                                                                    |
| 09145101 | Altstädtische Große Heidestraße 4 (Lage)                                     | Wohnhaus mit Hofgebäude                                                                                    | | Wohnhaus mit Hofgebäude                                                     |
| 09145131 | Altstädtische Große Heidestraße 9 (Lage)                                     | Wohnhaus                                                                                                   | Das Haus ist ein zweigeschossiges traufständiges Haus mit einem Satteldach und fünf Achsen. Die dritte und vierte Achse von links ist vortretend, der Eingang befindet sich in der ersten Achse. | Wohnhaus                                                                    |
| 09145096 | Altstädtische Große Heidestraße 10 (Lage)                                    | Wohnhaus                                                                                                   | Die ursprünglich zwei Häuser wurden im 18. Jahrhundert erbaut. Es ist ein zweigeschossiges, traufständiges Haus mit einem Satteldach. Das Haus hat sechs Achsen, der Eingang befindet sich in der rechten Achse. Ein alter Keller befindet sich unter dem südlichen Teil des Hauses. | Wohnhaus                                                                    |
| 09145132 | Altstädtische Große Heidestraße 11 (Lage)                                    | Wohnhaus                                                                                                   | Das Haus wurde um 1870/1880 erbaut. Es ein zweigeschossiger, traufständiger Bau mit einem Satteldach. Das Haus hat drei Achsen, über der mittleren Achse befindet sich auf dem Dach eine Gaube. In der linken Achse befindet sich der Eingang. | Wohnhaus                                                                    |
| 09145097 | Altstädtische Große Heidestraße 20 (Lage)                                    | Wohnhaus                                                                                                   | In dem Wohnhaus befand sich mal eine Tischlerei. Erbaut wurde das Haus im 18. Jahrhundert, im Laufe der Zeit wurde es aber mehrmals verändert. Es ist ein zweigeschossiges, traufständiges Haus mit einem Satteldach. Das Haus hat vier Achsen, in der linken befindet sich der Eingang zu einem Durchgangsflur. Unter dem Haus befindet sich ein älterer Keller mit einem Tonnengewölbe. | Wohnhaus                                                                    |
| 09145134 | Altstädtische Große Heidestraße 24 (Lage)                                    | Mietwohnhaus                                                                                               | | Mietwohnhaus                                                                |
| 09145135 | Altstädtische Große Heidestraße 31 (Lage)                                    | Wohnhaus                                                                                                   | Die Altstädtische Große Heidestraße knickt hier in Richtung Nordwest ab. Die Traufseite geht nach Südost. Das Haus hat drei Achsen und zwei Geschosse. In der linken Achse befindet sich eine Einfahrt. | weitere Bilder                                                              |
| 09145753 | Altstädtische Große Heidestraße 32 (Lage)                                    | Wohnhaus                                                                                                   | Es ist ein zweigeschossiges, traufständiges Haus mit einem Satteldach. | Wohnhaus                                                                    |
| 09145098 | Altstädtische Große Heidestraße 44 / Altstädtische Kleine Heidestraße (Lage) | Wohnhaus                                                                                                   | Das Haus steht an der Ecke zur Altstädtische Kleine Heidestraße. | Wohnhaus                                                                    |
| 09145136 | Altstädtische Große Heidestraße 46 (Lage)                                    | Wohnhaus                                                                                                   | | Wohnhaus                                                                    |
| 09145078 | Altstädtische Große Heidestraße 47 (Lage)                                    | Wohnhaus                                                                                                   | | Wohnhaus                                                                    |
| 09145102 | Altstädtische Große Heidestraße 49 (Lage)                                    | Wohnhaus                                                                                                   | | Wohnhaus                                                                    |
| 09145103 | Altstädtische Große Heidestraße 51 (Lage)                                    | Wohnhaus                                                                                                   | | Wohnhaus                                                                    |
| 09145104 | Altstädtische Große Heidestraße 52 (Lage)                                    | Wohnhaus                                                                                                   | | Wohnhaus                                                                    |
| 09145105 | Altstädtische Große Heidestraße 55 (Lage)                                    | Wohnhaus                                                                                                   | | Wohnhaus                                                                    |
| 09145106 | Altstädtische Große Heidestraße 56 (Lage)                                    | Wohnhaus                                                                                                   | | Wohnhaus                                                                    |
| 09145637 | Altstädtische Kleine Heidestraße 1 (Lage)                                    | Wohnhaus (ehemalige Scheune)                                                                               | Ehemals rechter Seitenflügel der Mühlentorstraße 3. Zweigeschossiger Fachwerkbau mit Satteldach. Circa Anfang bis Mitte 18. Jh. | Wohnhaus (ehemalige Scheune)                                                |
| 09145139 | Altstädtischer Kietz 2 (Lage)                                                | Wohnhaus                                                                                                   | | Wohnhaus                                                                    |
| 09145140 | Altstädtischer Kietz 3 (Lage)                                                | Wohnhaus                                                                                                   | | Wohnhaus                                                                    |
| 09145552 | Altstädtischer Kietz 7 (Lage)                                                | Wohnhaus                                                                                                   | | Wohnhaus                                                                    |
| 09145142 | Altstädtischer Kietz 12 (Lage)                                               | Wohnhaus                                                                                                   | | Wohnhaus                                                                    |
| 09145143 | Altstädtischer Kietz 13 (Lage)                                               | Wohnhaus                                                                                                   | | Wohnhaus                                                                    |
| 09145144 | Altstädtischer Kietz 14 (Lage)                                               | Wohnhaus                                                                                                   | | Wohnhaus                                                                    |
| 09145145 | Altstädtischer Kietz 15 (Lage)                                               | Wohnhaus                                                                                                   | | Wohnhaus                                                                    |
| 09145146 | Altstädtischer Kietz 20 (Lage)                                               | Mietwohnhaus                                                                                               | | Mietwohnhaus                                                                |
| 09145048 | Altstädtischer Markt 2 (Lage)                                                | Wohnhaus                                                                                                   | | Wohnhaus                                                                    |
| 09145107 | Altstädtischer Markt 6 / Plauer Straße (Lage)                                | Mietwohnhaus und Hofgebäude                                                                                | | Mietwohnhaus und Hofgebäude                                                 |
| 09145049 | Altstädtischer Markt 8 (Lage)                                                | Sekretariats- und Syndikatshaus                                                                            | | weitere Bilder                                                              |
| 09145050 | Altstädtischer Markt 9 (Lage)                                                | Inspektorhaus                                                                                              | | weitere Bilder                                                              |
| 09145490 | Altstädtischer Markt 10 (Lage)                                               | Ordonnanzhaus                                                                                              | | weitere Bilder                                                              |
| 09145492 | Altstädtischer Markt 10 (Lage)                                               | Mittelalterliche Kelleranlage                                                                              | | Mittelalterliche Kelleranlage                                               |
| 09145147 | Altstädtischer Markt 11 (Lage)                                               | Altstädter Rathaus und Rolandfigur der Brandenburger Neustadt                                              | Es ist ein spätmittelalterlicher Backsteinbau um 1480 mit Stufengiebel. Der Roland stammt ursprünglich aus der Neustadt, wurde aber 1946 vor das Altstädter Rathaus versetzt. Errichtet wurde er 1474, im Laufe der Zeit wurde die Figur mehrmals renoviert. Auf dem Kopf wächst Donnerkraut, es sollte vor Blitzen schützen. | weitere Bilder                                                              |
| 09145072 | Am Huck 1 (Lage)                                                             | Wohnhaus und Quergebäude                                                                                   | | Wohnhaus und Quergebäude                                                    |
| 09145148 | Am Huck 2 (Lage)                                                             | Wohnhaus                                                                                                   | | Wohnhaus                                                                    |
| 09145149 | Am Huck 5 (Lage)                                                             | Wohnhaus                                                                                                   | | Wohnhaus                                                                    |
| 09145073 | Am Huck 8 (Lage)                                                             | Wohnhaus                                                                                                   | | Wohnhaus                                                                    |
| 09145151 | Am Salzhof 1 (Lage)                                                          | Mietwohn- und Geschäftshaus                                                                                | | Mietwohn- und Geschäftshaus                                                 |
| 09145578 | Bäckerstraße 1 (Lage)                                                        | Wohn- und Geschäftshaus                                                                                    | | Wohn- und Geschäftshaus                                                     |
| 09145152 | Bäckerstraße 6 (Lage)                                                        | Wohn- und Geschäftshaus                                                                                    | | weitere Bilder                                                              |
| 09145071 | Bäckerstraße 8 (Lage)                                                        | Wohnhaus                                                                                                   | | weitere Bilder                                                              |
| 09145075 | Bäckerstraße 10 (Lage)                                                       | Wohn- und Geschäftshaus                                                                                    | | Wohn- und Geschäftshaus                                                     |
| 09145051 | Bäckerstraße 11 / Schusterstraße (Lage)                                      | Wohnhaus (Quitzowhaus)                                                                                     | | Wohnhaus (Quitzowhaus)                                                      |
| 09145093 | Bäckerstraße 14 (Lage)                                                       | Gasthof „Preußischer Hof“                                                                                  | Im Kern ist es ein 1408 errichteter giebelständiger, zweigeschossiger Fachwerkständerbau mit Satteldach. Um die Mitte des 18. Jahrhunderts wurde auf der Straßenseite ein traufständiger Hausteil vorgebaut. Nach den dendrochronologischen Untersuchungen ist es das älteste Fachwerkhaus des Landes Brandenburg. Der Gasthof hieß „Preußischer Hof“, später „Deutscher Hof“ und seit dem 21. Jahrhundert „Bürgerhaus-Altstadt“.                                                                                  | Gasthof „Preußischer Hof“                                                   |
| 09145153 | Bäckerstraße 20 (Lage)                                                       | Wohnhaus                                                                                                   | | Wohnhaus                                                                    |
| 09145057 | Bäckerstraße 21 (Lage)                                                       | Wohnhaus                                                                                                   | | Wohnhaus                                                                    |
| 09145154 | Bäckerstraße 22 (Lage)                                                       | Gasthof „Zum goldenen Engel“                                                                               | | Gasthof „Zum goldenen Engel“                                                |
| 09145058 | Bäckerstraße 23 (Lage)                                                       | Wohnhaus und Gasthaus „Goldener Anker“                                                                     | | weitere Bilder                                                              |
| 09145059 | Bäckerstraße 24 (Lage)                                                       | Wohnhaus                                                                                                   | | Wohnhaus                                                                    |
| 09145059 | Bäckerstraße 25 (Lage)                                                       | Wohnhaus                                                                                                   | Das Wohnhaus an der Ecke zur Ritterstraße entstand 1662 im Stile des Barockes. Es war eins der ersten Häuser nach dem Dreißigjährigen Krieg. Im Inneren befinden sich Ausstattungsgegenstände aus der Bauzeit, darunter eine schwarze Küche. In der Zeit von 1989 bis 1990 befand sich hier ein Büro des Neuen Forums. | weitere Bilder                                                              |
| 09145094 | Bäckerstraße 26 (Lage)                                                       | Wohnhaus                                                                                                   | Das Wohnhaus wurde um 1850/1860 erbaut. Es ist ein zweigeschossiges, traufständiges Haus mit einem Satteldach. Das Haus hat sechs Achsen, in der linken Achse befindet sich der Eingang. Die Geschosse sind durch ein Friesband getrennt. Unter dem Haus befindet sich ein alter Keller. | Wohnhaus                                                                    |
| 09145155 | Bäckerstraße 27 (Lage)                                                       | Wohnhaus und linker Seitenflügel                                                                           | | Wohnhaus und linker Seitenflügel                                            |
| 09145052 | Bäckerstraße 32 (Lage)                                                       | Wohnhaus mit Gewölbekeller und Fachwerkhofgebäude                                                          | | Wohnhaus mit Gewölbekeller und Fachwerkhofgebäude                           |
| 09145646 | Bäckerstraße 34 (Lage)                                                       | Kelleranlage                                                                                               | | Kelleranlage                                                                |
| 09145615 | Bäckerstraße 35 (Lage)                                                       | Kelleranlage                                                                                               | | Kelleranlage                                                                |
| 09145156 | Bäckerstraße 36 (Lage)                                                       | Wohnhaus                                                                                                   | Das Wohnhaus wurde im 17. oder frühen 18. Jahrhundert erbaut. Es ist ein traufständiges, zweigeschossiges Fachwerkhaus mit einem Satteldach. | Wohnhaus                                                                    |
| 09145157 | Bäckerstraße 37 (Lage)                                                       | Wohnhaus                                                                                                   | Das Haus wurde in der zweiten Hälfte des 18. Jahrhunderts erbaut. Es ist ein traufständiges, zweigeschossiges Fachwerkhaus mit einem Satteldach. | Wohnhaus                                                                    |
| 09145158 | Bäckerstraße 38 (Lage)                                                       | Wohnhaus mit Hofgebäude                                                                                    | Das Haus steht an der Ecke zur Altstädter Wassertorstraße. Es wurde um 1770/1780 erbaut und um 1870/1880 umgebaut. Es ist ein zweigeschossiger, traufständiger Bau. In der mittleren Achse von neun Achsen zur Bäckerstraße befindet sich ein Toreinfahrt. Unter dem Gebäude befindet sich ein Keller aus dem Mittelalter. Es ist ein traufständiges, zweigeschossiges Fachwerkhaus mit einem Satteldach. | Wohnhaus mit Hofgebäude                                                     |
| 09145647 | Bäckerstraße 40 (Lage)                                                       | Wohnhaus                                                                                                   | Das Wohnhaus wurde in der ersten Hälfte des 18. Jahrhunderts erbaut. Es ist ein zweigeschossiger, traufständiger Bau mit einem Satteldach. | Wohnhaus                                                                    |
| 09145053 | Bäckerstraße 42 (Lage)                                                       | Wohnhaus                                                                                                   | | Wohnhaus                                                                    |
| 09145095 | Bäckerstraße 43 (Lage)                                                       | Wohnhaus                                                                                                   | | Wohnhaus                                                                    |
| 09145160 | Bäckerstraße 44 (Lage)                                                       | Wohnhaus mit Seitenflügel                                                                                  | Das Haus wurde in der zweiten Hälfte des 18. Jahrhunderts umgebaut. um 1910 wurde das Haus innen umgebaut und die siebenachsige Fassade davor gesetzt. Das Haus ist eintraufständiges, zweigeschossiges Haus mit einer Toreinfahrt in der mittleren Achse. Die Toreinfahrt hat einen runden Giebel. Unter dem Haus befindet sich eine mehrteilige Kelleranlage aus dem Mittelalter. | Wohnhaus mit Seitenflügel                                                   |
| 09145660 | Gotthardtkirchplatz 1 (Lage)                                                 | Wohnhaus                                                                                                   | Das Wohnhaus wurde im Kern wahrscheinlich im 18. Jahrhundert erbaut. Es ist ein traufständiger, zweigeschossiger Putzbau. Die Fassade hat drei Achsen, das Dach ist ein Satteldach. | Wohnhaus                                                                    |
| 09145076 | Gotthardtkirchplatz 5 (Lage)                                                 | Alte Lateinschule der Altstadt                                                                             | Das Baujahr des Hauses ist das Jahr 1552, das wurde dendrologisch bestimmt. 'Das Haus ist damit eine der ältesten Schulen in der Mark. Es ist traufständiges, zweigeschossiges Fachwerkhaus mit einem Satteldach, rechts befindet sich ein Krüppelwalm. Ursprünglich war das Haus im Nord um ein Drittel größer, hier wurde ein Straßendurchbruch erstellt. Die Lateinschule befand sich bis 1591 in dem Haus, danach war es ein Frühprediger und ein Prediger-Witwenhaus.                                         | weitere Bilder                                                              |
| 09145213 | Gotthardtkirchplatz 6 (Lage)                                                 | Pfarrhaus (Keller reicht bis unter Nr. 7)                                                                  | Das ehemalige Pfarrhaus ist heute ein Wohnhaus, es hatte die Braugenehmigung 1. Klasse. Erbaut wurde das Haus im zweiten Viertel des 19. Jahrhunderts. Es ist ein traufständiges, zweigeschossiges Ziegelhaus mit einem Satteldach und einer Fledermausgaube. Die Fassade hat fünf Achsen, der Eingang befindet sich in der Mitte der Fassade. Die Geschosse sind durch ein Gurtsims getrennt. Unter dem Haus befindet sich ein Keller mit Tonne, dieser ist aber älter als das Haus.                              | Pfarrhaus (Keller reicht bis unter Nr. 7)                                   |
| 09145077 | Gotthardtkirchplatz 8 (Lage)                                                 | Oberpfarr- und Gemeindehaus (ehemaliges Inspektoratshaus)                                                  | Das heutige Pfarr- und Gemeindehaus wurde 1984 erbaut. Es ist ein traufständiger, eingeschossiger Ziegelbau mit einem Satteldach. An der rechten Seite befindet sich ein giebelständiger Seitentrack. Unter dem rechten Teil des Hauses befindet sich eine große Kelleranlage. | Oberpfarr- und Gemeindehaus (ehemaliges Inspektoratshaus)                   |
| 09145214 | Gotthardtkirchplatz 9 / 10 (Lage)                                            | Saldria (Altstädtische Lateinschule) mit linkem Seitengebäude (Nr. 9)                                      | | weitere Bilder                                                              |
| 09145661 | Gotthardtkirchplatz 10a (Lage)                                               | Knaben-Gemeindeschule                                                                                      | | Knaben-Gemeindeschule                                                       |
| 09145530 | Gotthardtkirchplatz 15 (Lage)                                                | Stadtkirche St. Gotthardt                                                                                  | Die evangelische Stadtkirche St. Gotthardt ist die Pfarrkirche der Altstadt Brandenburg. Die jetzige Kirche wurde im 15. Jahrhundert erbaut. Sie gründet sich auf eine romanische Vorgängerkirche. | weitere Bilder                                                              |
| 09145474 | Huckstraße 1 (Lage)                                                          | Gaststätte                                                                                                 | | Gaststätte                                                                  |
| 09145667 | Huckstraße 9 (Lage)                                                          | Wohnhaus                                                                                                   | | Wohnhaus                                                                    |
| 09145531 | Johanniskirchplatz/Johanniskirchgasse (Lage)                                 | Stadtkirche St. Johannis (ehemalige Franziskanerkirche)                                                    | Im Jahre 1237 wurde ein Franziskaner-Konvent von Ziesar nach Brandenburg an der Havel verlegt. Nach Friedrich Grasow wurde an Stelle der heutigen Kirchenruine um 1240 eine erste, turmlose Kirche errichtet. Der heutige Bau wurde durch verschiedene Anbau- und Aufstockungsmaßnahmen ab dem Jahre 1411, traditionell vom Chor beginnend, aufgeführt. | weitere Bilder                                                              |
| 09145283 | Johanniskirchplatz 7 (Lage)                                                  | Wohnhaus                                                                                                   | | weitere Bilder                                                              |
| 09145088 | Johanniskirchplatz 8 (Lage)                                                  | Wohnhaus                                                                                                   | | weitere Bilder                                                              |
| 09145281 | Johanniskirchplatz 10 (Lage)                                                 | Wohnhaus                                                                                                   | | Wohnhaus                                                                    |
| 09145284 | Kapellenstraße 11 (Lage)                                                     | Wohnhaus                                                                                                   | | Wohnhaus                                                                    |
| 09145285 | Kapellenstraße 12 (Lage)                                                     | Wohnhaus                                                                                                   | | Wohnhaus                                                                    |
| 09145100 | Kapellenstraße 19 (Lage)                                                     | Wohnhaus                                                                                                   | | Wohnhaus                                                                    |
| 09145287 | Kapellenstraße 21 (Lage)                                                     | Wohnhaus                                                                                                   | Das Wohnhaus wurde Anfang des 18. Jahrhunderts erbaut. | Wohnhaus                                                                    |
| 09145288 | Kapellenstraße 23 (Lage)                                                     | Wohnhaus                                                                                                   | Das Wohnhaus wurde Anfang des 18. Jahrhunderts erbaut. | Wohnhaus                                                                    |
| 09145289 | Kapellenstraße 26 (Lage)                                                     | Mietwohnhaus                                                                                               | | Mietwohnhaus                                                                |
| 09145305 | Klosterstraße 1 (Lage)                                                       | Wohnhaus                                                                                                   | | Wohnhaus                                                                    |
| 09145306 | Klosterstraße 3 (Lage)                                                       | Wohnhaus                                                                                                   | | weitere Bilder                                                              |
| 09145671 | Klosterstraße 4 (Lage)                                                       | Wohnhaus                                                                                                   | | Wohnhaus                                                                    |
| 09145307 | Klosterstraße 5 (Lage)                                                       | Wohnhaus                                                                                                   | | Wohnhaus                                                                    |
| 09145308 | Klosterstraße 6, 14, Plauer Straße 5, 6 (Lage)                               | Spielwarenfabrik und Wohnhaus Paul Ernst Lehmann sowie Postamt und Verwaltungsgebäude der Spielwarenfabrik | Die Spielwarenfabrik Ernst Paul Lehmann wurde 1881 als E.P. Lehmann Patent-Werk gegründet. Die Fabrik stellte Blechspielwaren her. Das Wohnhaus Plauer Straße 6 wurde von 1901 bis 1902 nach Plänen von Bruno Möhring erbaut, dabei wurde ein älteres Haus umgebaut. Ursprünglich hatte das Haus eine spätklassizistische Fassade, sie wurde aber durch den Umbau im Jugendstil stark verändert. Zu dem Komplex gehören noch die Post, 1895 erbaut, und die aus roten Ziegeln erbauten Fabrikgebäude.              | weitere Bilder                                                              |
| 09145309 | Klosterstraße 19 (Lage)                                                      | Wohnhaus                                                                                                   | | Wohnhaus                                                                    |
| 09145312 | Klosterstraße 22 (Lage)                                                      | Wohnhaus                                                                                                   | Das Wohnhaus ist vom Einsturz bedroht. | weitere Bilder                                                              |
| 09145313 | Klosterstraße 24 (Lage)                                                      | Wohnhaus                                                                                                   | | Wohnhaus                                                                    |
| 09145314 | Klosterstraße 25 (Lage)                                                      | Wohnhaus                                                                                                   | | weitere Bilder                                                              |
| 09145315 | Klosterstraße 26 (Lage)                                                      | Wohnhaus                                                                                                   | | Wohnhaus                                                                    |
| 09145316 | Klosterstraße 28–31 (Lage)                                                   | Kaserne für das Infanterieregiment von Kleist                                                              | | weitere Bilder                                                              |
| 09145380 | Mühlentorstraße 1 / Bäckerstraße (Lage)                                      | Wohnhaus                                                                                                   | Das Haus an der Ecke zur Bäckerstraße wurde in der zweiten Hälfte des 18. Jahrhunderts erbaut. Es ist ein zweigeschossiger Fachwerkbau mit einem Satteldach, zur Straßenecke befindet sich ein Vollwalm. Im 20. Jahrhundert wurde die Straße erweitert, dabei wurde in der Ecke eine Passage für Fußgänger eingerichtet. | Wohnhaus                                                                    |
| 09145381 | Mühlentorstraße 2 / Altstädtische Kleine Heidestraße (Lage)                  | Wohnhaus                                                                                                   | Das Wohnhaus an der Ecke zur Altstädtischen Kleine Heidestraße wurde im Kern in der ersten Hälfte des 18. Jahrhunderts erbaut. Es ist ein traufständiger, zweigeschossiger Fachwerkbau mit einem Satteldach. Unter dem Haus befindet sich ein Keller aus dem Mittelalter. | Wohnhaus                                                                    |
| 09145137 | Mühlentorstraße 3 / Altstädtische Kleine Heidestraße (Lage)                  | Wohnhaus                                                                                                   | Die Geschichte des Hauses ist nicht komplett geklärt. Auch der Keller ist aus mehreren Bauepochen. Das Haus ist ein zweigeschossiges Haus mit einem Walmdach. | Wohnhaus                                                                    |
| 09145382 | Mühlentorstraße 4 (Lage)                                                     | Wohnhaus                                                                                                   | | weitere Bilder                                                              |
| 09145383 | Mühlentorstraße 5 (Lage)                                                     | Wohnhaus                                                                                                   | | weitere Bilder                                                              |
| 09145384 | Mühlentorstraße 6 (Lage)                                                     | Wohnhaus                                                                                                   | | weitere Bilder                                                              |
| 09145385 | Mühlentorstraße 9 (Lage)                                                     | Wohnhaus                                                                                                   | | weitere Bilder                                                              |
| 09145386 | Mühlentorstraße 10 (Lage)                                                    | Wohnhaus                                                                                                   | Die Fassade des Hauses stammt aus der Zeit 1780 bis 1790, wobei das Haus wahrscheinlich älter ist. Es ist ein zweigeschossiges, traufständiges Fachwerkhaus mit einem Satteldach. Das Haus hat sieben Achsen, die mittlere Achse ist durch einen Risalit hervorgehoben. Hier befindet sich auch ein Tor für eine Durchfahrt. Die Fassade des Erdgeschosses ist mit Putzstreifen gegliedert, das Obergeschoss mit Pilaster eingerahmt.                                                                              | weitere Bilder                                                              |
| 09145387 | Mühlentorstraße 16 (Lage)                                                    | Mietwohnhaus                                                                                               | | Mietwohnhaus                                                                |
| 09145389 | Mühlentorstraße 30 (Lage)                                                    | Wohnhaus                                                                                                   | Das Wohnhaus wurde im 18. Jahrhundert erbaut. Es ist ein traufständiges, zweigeschossiges Haus mit einem Satteldach. | Wohnhaus                                                                    |
| 09145390 | Mühlentorstraße 44 (Lage)                                                    | Wohnhaus                                                                                                   | | Wohnhaus                                                                    |
| 09145391 | Mühlentorstraße 47 (Lage)                                                    | Wohnhaus                                                                                                   | | weitere Bilder                                                              |
| 09145392 | Mühlentorstraße 49 (Lage)                                                    | Wohnhaus                                                                                                   | | Wohnhaus                                                                    |
| 09145393 | Mühlentorstraße 54 (Lage)                                                    | Wohnhaus                                                                                                   | | Wohnhaus                                                                    |
| 09145394 | Mühlentorstraße 55/Gotthardtkirchplatz (Lage)                                | Wohnhaus mit Kornspeicher und Stallgebäude                                                                 | | Wohnhaus mit Kornspeicher und Stallgebäude                                  |
| 09145395 | Mühlentorstraße 56 (Lage)                                                    | Wohnhaus                                                                                                   | | Wohnhaus                                                                    |
| 09145396 | Mühlentorstraße 57 (Lage)                                                    | Wohnhaus mit Nebengebäuden                                                                                 | | Wohnhaus mit Nebengebäuden                                                  |
| 09145397 | Mühlentorstraße 58 / Rathenower Straße 7a (Lage)                             | Wohn- und Geschäftshaus                                                                                    | | Wohn- und Geschäftshaus                                                     |
| 09145447 | Parduin 1, 2, Rathenower Straße 7 (Lage)                                     | Mietwohn- und Geschäftshaus mit Ladenlokalen                                                               | Das Haus auf dem Eckgrundstück wurde 1925 im Stil des Expressionismus erbaut. Zur Rathenower Straße hin hat das Haus fünf Achsen und vier Geschosse, zum Parduin sind es drei Geschosse plus Dachgeschoss und drei Achsen. Die Ecke ist abgeschrägt und wird durch dreieckige Erker begrenzt. | weitere Bilder                                                              |
| 09145448 | Parduin 4, Kapellenstraße 15/16 (Lage)                                       | Wohnhaus (ehemalige Brauerei) und anschließende Wirtschaftsflügel                                          | Das Wohnhaus wurde um 1800 erbaut. Es ist ein traufständiges, zweigeschossiges Haus mit einem Satteldach. Im Satteldach befinden sich zwei Fledermausgauben. Das Haus hat sechs Fensterachsen, in der vierten Achse von links befindet sich der Eingang. In dieses Haus wurde 1936 die erste Zentralheizung Brandenburgs eingebaut. Unter dem rechten Bauteil befindet sich ein Keller aus dem Mittelalter. | Wohnhaus (ehemalige Brauerei) und anschließende Wirtschaftsflügel           |
| 09145449 | Parduin 5 (Lage)                                                             | Wohnhaus                                                                                                   | Das Haus wurde um 1800 erbaut. Es ist ein zweigeschossiges, traufständiges Haus mit einem Satteldach. Im Satteldach befinden sich zwei Fledermausgauben. Das Haus hat sechs Fensterachsen, in der dritten Achse von links befindet sich eine Durchfahrt mit einem Tor. Über dem Tor befindet sich ein Balkon mit einem Gitter. Unter dem rechten Teil des Hauses befinden sich zwei Keller aus dem Spätmittelalter.                                                                                                | Wohnhaus                                                                    |
| 09145450 | Parduin 7 (Lage)                                                             | Wohnhaus                                                                                                   | | Wohnhaus                                                                    |
| 09145451 | Parduin 8 (Lage)                                                             | Wohnhaus                                                                                                   | Das Wohnhaus wurde im frühen 19. Jahrhundert erbaut. Es ist ein traufständiger, zweigeschossiger Bau mit einem Satteldach und einer Fledermausgaube. Das Haus hat vier Fensterachsen, in der linken Achse befindet sich der Eingang. Die beiden mittleren Achsen treten etwas hervor, im Erdgeschoss befindet sich über den mittleren Achsen ein Dreiecksgiebel. | Wohnhaus                                                                    |
| 09145456 | Parduin 9 (Lage)                                                             | Wohnhaus                                                                                                   | | Wohnhaus                                                                    |
| 09145453 | Parduin 11 / Schusterstraße (Lage)                                           | Wohnhaus                                                                                                   | | weitere Bilder                                                              |
| 09145458 | Parduin 13 (Lage)                                                            | Wohnhaus                                                                                                   | Das ehemalige Ackerbürgerhaus wurde zu Beginn des 18. Jahrhunderts erbaut. Die Fassade wurde nach 1945 erneuert. Das Haus hatte eine Braugerechtigkeit 1. Klasse. Es ist ein traufständiges, zweigeschossiges Haus mit einem Walmdach. In der rechten Achse befindet sich eine Hofeinfahrt. Unter dem Haus befindet sich eine spätmittelalterliche Kelleranlage. | Wohnhaus                                                                    |
| 09145459 | Parduin 14 (Lage)                                                            | Wohnhaus                                                                                                   | Das Wohnhaus wurde in der ersten Hälfte des 18. Jahrhunderts erbaut. Es ist ein traufständiger, zweigeschossiger Fachwerkbau mit einem Satteldach. Zum Beginn des 19. Jahrhunderts wurde eine vierachsige, verputzte Fassade aus Ziegeln vorgesetzt. Das Tor in der rechten Achse ist aus neuerer Zeit. | Wohnhaus                                                                    |
| 09145460 | Parduin 15 (Lage)                                                            | Wohnhaus                                                                                                   | | Wohnhaus                                                                    |
| 09145468 | Plauer Straße 1, Klosterstraße 16 (Lage)                                     | Wohn- und Geschäftshaus mit Hofbebauung                                                                    | | Wohn- und Geschäftshaus mit Hofbebauung                                     |
| 09145469 | Plauer Straße 4 (Lage)                                                       | Wohnhaus                                                                                                   | | weitere Bilder                                                              |
| 09145686 | Plauer Straße 7 (Lage)                                                       | Wohnhaus                                                                                                   | | Wohnhaus                                                                    |
| 09145470 | Plauer Straße 8 (Lage)                                                       | Wohnhaus                                                                                                   | | Wohnhaus                                                                    |
| 09145471 | Plauer Straße 13 (Lage)                                                      | Wohnhaus                                                                                                   | | weitere Bilder                                                              |
| 09145472 | Plauer Straße 16 (Lage)                                                      | Wohnhaus                                                                                                   | | Wohnhaus                                                                    |
| 09145473 | Plauer Straße 17 (Lage)                                                      | Wohnhaus mit Ladenlokal                                                                                    | | Wohnhaus mit Ladenlokal                                                     |
| 09145476 | Rathenower Straße 3 (Lage)                                                   | Wohnhaus                                                                                                   | | Wohnhaus                                                                    |
| 09145477 | Rathenower Straße 13 (Lage)                                                  | Wohnhaus                                                                                                   | | Wohnhaus                                                                    |
| 09145479 | Ritterstraße 73 (Lage)                                                       | Wohnhaus                                                                                                   | | Wohnhaus                                                                    |
| 09145079 | Ritterstraße 77 (Lage)                                                       | Altstädtische Apotheke                                                                                     | | Altstädtische Apotheke                                                      |
| 09145480 | Ritterstraße 78 (Lage)                                                       | Wohnhaus                                                                                                   | | Wohnhaus                                                                    |
| 09145099 | Ritterstraße 80, Johanniskirchplatz 1 (Lage)                                 | Wohn- und Geschäftshaus und rückwärtiges Quergebäude (Johanniskirchplatz 1)                                | | Wohn- und Geschäftshaus und rückwärtiges Quergebäude (Johanniskirchplatz 1) |
| 09145688 | Ritterstraße 81 / Bäckerstraße (Lage)                                        | Wohnhaus                                                                                                   | | Wohnhaus                                                                    |
| 09145080 | Ritterstraße 86 (Lage)                                                       | Gotisches Haus                                                                                             | | weitere Bilder                                                              |
| 09145481 | Ritterstraße 88 (Lage)                                                       | Kelleranlage                                                                                               | | BW                                                                          |
| 09145087 | Ritterstraße 90 (Lage)                                                       | Wohnhaus                                                                                                   | | Wohnhaus                                                                    |
| 09145482 | Ritterstraße 91 (Lage)                                                       | Wohnhaus                                                                                                   | | Wohnhaus                                                                    |
| 09145483 | Ritterstraße 92 (Lage)                                                       | Wohn- und Geschäftshaus                                                                                    | | Wohn- und Geschäftshaus                                                     |
| 09145484 | Ritterstraße 94 (Lage)                                                       | Reformiertes Pfarr- und Gemeindehaus                                                                       | | Reformiertes Pfarr- und Gemeindehaus                                        |
| 09145112 | Ritterstraße 95 (Lage)                                                       | Wohn- und Geschäftshaus                                                                                    | Das Haus steht an der Ecke zur Plauer Straße. Erbaut wurde das Haus im späten 19. Jahrhundert. Es ist ein dreigeschossiger Bau mit einem Erker an der Ecke zur Plauer Straße. Das Berliner Dach hat Gauben und Ziergitter. Zur Plauer Straße befinden sich zwei Balkone. | Wohn- und Geschäftshaus                                                     |
| 09145485 | Ritterstraße 96 (Lage)                                                       | Massowsches Palais mit Hofbebauung und Gartenanlage                                                        | Das Palais wurde 1723 für den Oberst Jürgen Detlef Massow erbaut. Im Jahre 1751 wurde es durch König Friedrich II. zum Frey-Haus erklärt. Heute befindet sich hier das Stadtmuseum. | weitere Bilder                                                              |
| 09145081 | Ritterstraße 98 (Lage)                                                       | Wohnhaus                                                                                                   | Das Haus besteht aus zwei Bauteilen. Das linke Haus ist aus dem 18. Jahrhundert, der rechte Bauteil aus dem späten 19. Jahrhundert. Beide Bauteile sind zweigeschossig und traufständig. Der linke Bauteil hat ein Satteldach, der rechte ein Berliner Dach. | Wohnhaus                                                                    |
| 09145478 | Ritterstraße 102, Plauer Straße 7a (Lage)                                    | Kelleranlage                                                                                               | | Kelleranlage                                                                |
| 09145491 | Schusterstraße 4 (Lage)                                                      | Wohnhaus                                                                                                   | | Wohnhaus                                                                    |
| 09145698 | Wallpromenade (Lage)                                                         | Wallpromenade                                                                                              | | Wallpromenade                                                               |
| 09145699 | Wallstraße 11 (Lage)                                                         | Mietwohnhaus                                                                                               | Das Haus wurde um 1860/1870 erbaut. Es ist ein dreigeschossiges, traufständiges Haus mit einem Satteldach. Die Fassade mit fünf Achsen ist durch Stuck gegliedert. In der mittleren Achse befindet sich der Eingang. | Mietwohnhaus                                                                |
| 09145486 | Wallstraße 18 (Lage)                                                         | Mietwohnhaus                                                                                               | | Mietwohnhaus                                                                |
| 09145700 | Wallstraße 20 (Lage)                                                         | Mietwohnhaus                                                                                               | Das Mietwohnhaus wurde um 1900 erbaut. | Mietwohnhaus                                                                |
| 09145701 | Walther-Rathenau-Platz (Lage)                                                | Promenadenanlage                                                                                           | | Promenadenanlage                                                            |
| 09145560 | Walther-Rathenau-Platz 2/3 (Lage)                                            | Doppelwohnhaus                                                                                             | | Doppelwohnhaus                                                              |
| 09145702 | Walther-Rathenau-Platz 5 (Lage)                                              | Villa | | Villa                                                                       |
| 09145545 | Walther-Rathenau-Platz 12 (Lage)                                             | Villa | | Villa                                                                       |

### Neustadt
| ID-Nr.   | Lage                                                                                                 | Bezeichnung                                                                                            | Beschreibung | Bild                                                                                                   |
| -------- | --- | --- | --- | --- |
| 09145636 | (Lage)                                                                                               | Schwimmdampfbagger mit Rammvorrichtung                                                                 | Der Schwimmdampfbagger befindet sich im historischen Hafen von Brandenburg an der Havel. | weitere Bilder                                                                                         |
| 09145755 | (Lage)                                                                                               | Stadtbefestigung der Neustadt mit Wallbereich                                                          | Mittelalterliche Stadtbefestigung der Neustadt mit Steintorturm (Lage) und neustädtischem Mühlentorturm (Lage) | weitere Bilder                                                                                         |
| 09145291 | Abtstraße 20, 21 (Lage)                                                                              | Wohn- und Geschäftshaus                                                                                | Mietwohn-/Geschäftshaus, Eckhaus, 3 Geschosse mit 6 bzw. 8 Fensterachsen zu den Straßenseiten, erbaut Ende 19. Jh. | Wohn- und Geschäftshaus                                                                                |
| 09145171 | Brüderstraße 2 (Lage)                                                                                | Wohnhaus mit Seitenflügel                                                                              | | Wohnhaus mit Seitenflügel                                                                              |
| 09145172 | Brüderstraße 4, 4a / Neustädtische Heidestraße (Lage)                                                | Wohn- und Geschäftshaus                                                                                | Das Wohnhaus steht an der Ecke Brüderstraße / Neustädter Heidestraße. Seit 1504 stand hier das Kalandshaus. Das jetzige Haus wurde 1927 erbaut. Das Haus Brüderstraße 4 ist dreigeschossig, das Haus Brüderstraße 4a ist viergeschossig. Das Haus Brüderstraße 4a hat zur Straßenecke eine abgerundete Ecke. Im Erdgeschoss des Hauses befindet sich ein Laden und es ist mit Klinkern hervorgehoben. | Wohn- und Geschäftshaus                                                                                |
| 09145182 | Büttelstraße 2 (Lage)                                                                                | Gotische Backsteinmauer                                                                                | | Gotische Backsteinmauer                                                                                |
| 09145183 | Büttelstraße 3 (Lage)                                                                                | Wohnhaus                                                                                               | | Wohnhaus                                                                                               |
| 09145184 | Büttelstraße 4 (Lage)                                                                                | Wohnhaus mit Quergebäude                                                                               | | Wohnhaus mit Quergebäude                                                                               |
| 09145185 | Büttelstraße 5 (Lage)                                                                                | Wohnhaus                                                                                               | | Wohnhaus                                                                                               |
| 09145186 | Der Temnitz 36 (Lage)                                                                                | Mietwohnhaus                                                                                           | | Mietwohnhaus                                                                                           |
| 09145187 | Der Temnitz 37 (Lage)                                                                                | Wohnhaus mit spätmittelalterlichem Keller und Seitenflügel                                             | Das Fachwerkhaus wurde im 18. Jahrhundert erbaut. Es ist ein zweigeschossiges, traufständiges Haus mit drei Achsen und einem Satteldach. In der linken Achse befindet sich der breite Eingang. Zum Haus gehört ein Keller, der ist aber älter als das Haus. In diesem Teil der Brandenburger Neustadt ist es das älteste erhalten gebliebene Haus. | Wohnhaus mit spätmittelalterlichem Keller und Seitenflügel                                             |
| 09145188 | Der Temnitz 47 (Lage)                                                                                | Wohnhaus                                                                                               | | Wohnhaus                                                                                               |
| 09145633 | Deutsches Dorf, Sankt-Annen-Straße (Lage)                                                            | Keller des Rochow-Palais                                                                               | Kelleranlage des im Zweiten Weltkrieg zerstörten Palais Rochow. | BW |
| 09145191 | Deutsches Dorf 30 (Lage)                                                                             | Wohnhaus und Neustädtische Armenschule und Hofgebäude                                                  | Eigentlich sind es zwei Häuser, sie stammen so wie sie da stehen, aus der Zeit um 1800. 1841 wurde die Schule in die Lindenstraße 19 verlegt. Das Haus ist ein traufständiger Bau aus Fachwerk mit zwei Geschossen. In den beiden linken Achsen befindet sich eine Durchfahrt, das Tor ist aus der Bauzeit. Zu den Häusern gehören noch ein Seitenflügel und ein Stall. | Wohnhaus und Neustädtische Armenschule und Hofgebäude                                                  |
| 09145192 | Deutsches Dorf 31 (Lage)                                                                             | Wohnhaus                                                                                               | | Wohnhaus                                                                                               |
| 09145193 | Deutsches Dorf 32 (Lage)                                                                             | Wohnhaus                                                                                               | | Wohnhaus                                                                                               |
| 09145194 | Deutsches Dorf 33 (Lage)                                                                             | Wohnhaus                                                                                               | Das Haus stammt im Kern aus dem 18. Jahrhundert. Es ist ein zweigeschossiges, traufständiges Fachwerkhaus mit einem Satteldach. In der rechten Achse von drei Achsen befindet sich der Eingang. | Wohnhaus                                                                                               |
| 09145195 | Deutsches Dorf 36 (Lage)                                                                             | Wohnhaus und Seitenflügel                                                                              | Es ist ein zweigeschossiger, traufständiger Bau aus der Zeit um 1800. | Wohnhaus und Seitenflügel                                                                              |
| 09145196 | Deutsches Dorf 42/43 (Lage)                                                                          | Wohnhaus                                                                                               | Die beiden Häuser wurden in der ersten Hälfte des 18. Jahrhunderts erbaut, die Teilung erfolgte nach 1724. Es sind zwei traufständige, zweigeschossige Häuser mit Satteldach und drei Fensterachsen. Der Umbau zu zwei Häusern erfolgte in der ersten Hälfte des 19. Jahrhunderts. Dabei wurde die Tordurchfahrt geschlossen. | Wohnhaus                                                                                               |
| 09145197 | Deutsches Dorf 44 (Lage)                                                                             | Wohnhaus                                                                                               | | Wohnhaus                                                                                               |
| 09145203 | Goethestraße 1 (Lage)                                                                                | Mietwohnhaus                                                                                           | | Mietwohnhaus                                                                                           |
| 09145204 | Goethestraße 2 (Lage)                                                                                | Mietwohnhaus                                                                                           | | Mietwohnhaus                                                                                           |
| 09145205 | Goethestraße 3 (Lage)                                                                                | Mietwohnhaus                                                                                           | | Mietwohnhaus                                                                                           |
| 09145206 | Goethestraße 4 (Lage)                                                                                | Mietwohnhaus                                                                                           | | Mietwohnhaus                                                                                           |
| 09145207 | Goethestraße 5 (Lage)                                                                                | Mietwohnhaus                                                                                           | | Mietwohnhaus                                                                                           |
| 09145202 | Goethestraße 6, 6a, 7, 8, 8a, Havelstraße 6b, Schillerstraße 5 (Lage)                                | Wohnanlage                                                                                             | Der Häuserblock Goethestraße 7/8/8a/8b wurde als erster der Wohnanlage in der Zeit um 1925/1930 erbaut. Es ist ein dreigeschossiger Bau mit Satteldach (im Oktober 2017 unbewohnt). | Wohnanlage                                                                                             |
| 09145659 | Gorrenberg 2 (Lage)                                                                                  | Wohnhaus                                                                                               | | Wohnhaus                                                                                               |
| 09145209 | Gorrenberg 3 (Lage)                                                                                  | Wohnhaus                                                                                               | | Wohnhaus                                                                                               |
| 09145210 | Gorrenberg 14 (Lage)                                                                                 | Wohnhaus                                                                                               | | Wohnhaus                                                                                               |
| 09145111 | Grabenpromenade (Lage)                                                                               | Grabenpromenade und Schillerinsel mit Diana, Goethebüste, Schillerbüste und Steinklopferin             | Die Gestaltung der Promenade begann 1836–1837. 1860 wurde die Schillerbüste aufgestellt. 1893 wurde im nördlichen Teil ein Spielplatz angelegt. Um 1900 wurde die gesamte Anlage neu gestaltet. Im Zweiten Weltkrieg wurde die Promenade wesentlich zerstört, hier befand sich eine Verteidigungslinie. Im Jahre 1945 wurde dann im südlichen Teil der sowjetischen Ehrenfriedhof angelegt. | weitere Bilder                                                                                         |
| 09145662 | Grabenpromenade (Lage)                                                                               | Sowjetischer Ehrenfriedhof                                                                             | Der Sowjetische Ehrenfriedhof wurde 1945 im südlichen Teil der Grabenpromenade angelegt. Hier ruhen 183 bei der Eroberung gefallene Soldaten. Das dazugehörige Denkmale wurde 1946 eingeweiht. Es ist ein Obelisk mit vier Bronzefiguren. Der Bildhauer ist unbekannt. | weitere Bilder                                                                                         |
| 09145216 | Grabenstraße 8 (Lage)                                                                                | Lohmühlenspeicher                                                                                      | Der Speicher wurde 1784 erbaut, der Bauherr war der Lederfabrikant Johann Gottfried Scheunemann. Im Jahr 1838 wurde die Mühle zu einer Ölmühle umgebaut. Das Haus ist ein giebelständiges, zweigeschossiges Fachwerkhaus mit einem Mansarddach. Der Lastenaufzug ist heute noch vorhanden. | Lohmühlenspeicher                                                                                      |
| 09145604 | Grabenstraße 10 (Lage)                                                                               | Mietwohnhaus                                                                                           | Das Wohnhaus wurde zu Beginn des 20. Jahrhunderts erbaut. Es ist ein viergeschossiges Haus mit sechs Achsen. Die Stuckfassade ist im Stil des Späthistorismus erstellt worden. Bei den Mittelachsen gibt es im ersten und zweiten Geschoss einen Erker. Das Dach ist ein Berliner Dach mit Gauben. | Mietwohnhaus                                                                                           |
| 09145218 | Grabenstraße 11 (Lage)                                                                               | Mietwohnhaus                                                                                           | | Mietwohnhaus                                                                                           |
| 09145108 | Grabenstraße 12 / Havelstraße (Lage)                                                                 | Mietwohnhaus                                                                                           | Das Wohnhaus befindet sich an der südlichen Seite der Havelstraße, Ecke Grabenstraße. Erbaut wurde das Haus um 1900, renoviert wurde es 1992. Es ist ein viergeschossiges Haus mit einem Berliner Dach. An der Ecke befindet sich in den Obergeschossen ein Erker mit eigenem Dach. | Mietwohnhaus                                                                                           |
| 09145109 | Grabenstraße 13 (Lage)                                                                               | Wohnhaus                                                                                               | Das Wohnhaus wurde im letzten Viertel des 19. Jahrhunderts erbaut. Im Gegensatz zum Nachbarhaus Grabenstraße 12 ist es zweigeschossig. Es hat fünf Achsen und ein flaches Satteldach. | Wohnhaus                                                                                               |
| 09145557 | Grabenstraße 16 (Lage)                                                                               | Wohnhaus                                                                                               | Das Wohnhaus ist ein freistehender Ziegelbau mit einem Krüppelwalmdach. Erbaut wurde es zum Beginn des 20. Jahrhunderts im Heimatstil. | Wohnhaus                                                                                               |
| 09145224 | Große Münzenstraße 3 (Lage)                                                                          | Wohnhaus                                                                                               | | Wohnhaus                                                                                               |
| 09145225 | Große Münzenstraße 4 (Lage)                                                                          | Wohnhaus                                                                                               | Das Wohnhaus entstand im Ursprung wohl im 17. Jahrhundert. Es ist ein traufständiges, zweigeschossiges Fachwerkhaus. Heute hat das Haus sechs Fensterachsen, ursprünglich waren es fünf Achsen. Der Laden rechts wurde bei einer Renovierung entfernt, es entstanden zwei Fensterachsen. Ebenso wurde im Dach eine Fledermausgaube eingefügt. | Wohnhaus                                                                                               |
| 09145226 | Große Münzenstraße 5 (Lage)                                                                          | Wohnhaus                                                                                               | | Wohnhaus                                                                                               |
| 09145227 | Große Münzenstraße 6 (Lage)                                                                          | Reformiertes Predigerwohnhaus                                                                          | | Reformiertes Predigerwohnhaus                                                                          |
| 09145228 | Große Münzenstraße 9, Kleine Münzenstraße 11 (Lage)                                                  | Wohnhaus mit Seitenflügel                                                                              | | Wohnhaus mit Seitenflügel                                                                              |
| 09145229 | Große Münzenstraße 10 / Lindenstraße (Lage)                                                          | Wohnhaus                                                                                               | | weitere Bilder                                                                                         |
| 09145230 | Große Münzenstraße 11 (Lage)                                                                         | Wohnhaus                                                                                               | | weitere Bilder                                                                                         |
| 09145231 | Große Münzenstraße 13 (Lage)                                                                         | Wohnhaus                                                                                               | | Wohnhaus                                                                                               |
| 09145232 | Große Münzenstraße 14 (Lage)                                                                         | Mädchen-Mittelschule (Augustaschule)                                                                   | Die frühere Mädchen-Mittelschule ist heute eine Grundschule. Die Schule wurde von 1875 bis 1876 erbaut. Es ist ein dreigeschossiger Ziegelbau mit einem Satteldach. Zur Straße hin hat das Gebäude sechs Fensterachsen. Im Inneren befindet sich ein Treppenhaus mit Oberlicht. | Mädchen-Mittelschule (Augustaschule)                                                                   |
| 09145233 | Große Münzenstraße 15 (Lage)                                                                         | Jüdisches Gemeindehaus und Mauerrest der Synagoge mit Gedenktafel                                      | Das Jüdische Gemeindehaus ist jetzt ein Wohnhaus. Das Gemeindehaus wurde 1877 erbaut. Auf dem rückseitigen Grundstück befand sich die 1882 bis 1883 errichtete Synagoge, diese wurde 1938 geplündert, angezündet und niedergebrannt. Eine Gedenktafel erinnert an die Synagoge. Das heutige Wohnhaus ist ein traufständiger, zweigeschossige Ziegelbau mit einem Satteldach. Das Haus hat vier Fensterachsen, in der rechten befindet sich der Eingang. | Jüdisches Gemeindehaus und Mauerrest der Synagoge mit Gedenktafel                                      |
| 09145234 | Große Münzenstraße 17 (Lage)                                                                         | Mietwohn- und Geschäftshaus                                                                            | Dreieinhalbgeschossiger Ziegelbau mit Satteldach. Erbaut im Jahr 1889. | Mietwohn- und Geschäftshaus                                                                            |
| 09145236 | Hammerstraße 4/6, 8/10, Packhofstraße 19, 20 / Eichamtstraße (Lage)                                  | Wohnanlage                                                                                             | | Wohnanlage                                                                                             |
| 09145665 | Hauptstraße (Lage)                                                                                   | Anglerbrunnen „Fritze Bollmann“, vor Nr. 20 und 22                                                     | Der Brunnen befand sich ursprünglich vor dem Freibad am Grillendamm. Nach einer Restaurierung wurde der Brunnen 1981 in der Hauptstraße aufgestellt. Geschaffen hatte den Brunnen der Bildhauer Carl Lühnsdorf aus Brandenburg. Der Brunnen erinnert an den Brandenburger Friedrich Bollmann, er wurde durch ein Lied zum Original. Auf der Brunnenfassung befinden sich einige Strophen des Liedes. | Anglerbrunnen „Fritze Bollmann“, vor Nr. 20 und 22                                                     |
| 09145269 | Hauptstraße / Katharinenkirchplatz (Lage)                                                            | Preußische Postmeilensäule                                                                             | Die Postmeilensäule wurde in der zweiten Hälfte des 18. Jahrhunderts aufgestellt. Ursprünglich stand die Säule vor dem Haus Hauptstraße 20, später wurde sie in den Krugpark versetzt. Dort Stand sie bis 1979 und wurde dann an den heutigen Standort umgesetzt. Die Postmeilensäule gehörte zum Postkurs von Kleve über Magdeburg, Berlin bis Memel. Es ist ein Obelisk auf einem Würfel. Sie wurde aus Sandstein erstellt. | Preußische Postmeilensäule                                                                             |
| 09145238 | Hauptstraße 8 (Lage)                                                                                 | Wohn- und Geschäftshaus                                                                                | | Wohn- und Geschäftshaus                                                                                |
| 09145239 | Hauptstraße 9, Große Münzstraße 18 (Lage)                                                            | Gasthof „Weißer Schwan“ mit Wohn- und Geschäftshaus (Große Münzstraße 18)                              | Der Geschichte nach befand sich hier die mittelalterliche Münze. Von 1817 bis 1958 war in dem Haus die Gaststätte „Zum Weißen Schwan“. Das jetzige Gebäude ist im Ursprung aus dem 18. Jahrhundert. Es ist ein traufständiger, zweigeschossiger Fachwerkbau mit einem Satteldach. In dem Giebel zur Großen Münzstraße befindet sich ein doppeltes Andreaskreuz. Unter dem Haus befindet sich ein Keller aus dem Mittelalter. | Gasthof „Weißer Schwan“ mit Wohn- und Geschäftshaus (Große Münzstraße 18)                              |
| 09145240 | Hauptstraße 16 (Lage)                                                                                | Wohn- und Geschäftshaus                                                                                | | Wohn- und Geschäftshaus                                                                                |
| 09145241 | Hauptstraße 20 (Lage)                                                                                | Wohn- und Geschäftshaus                                                                                | | Wohn- und Geschäftshaus                                                                                |
| 09145242 | Hauptstraße 21 (Lage)                                                                                | Wohn- und Geschäftshaus mit Ladeneinrichtung                                                           | | Wohn- und Geschäftshaus mit Ladeneinrichtung                                                           |
| 09145243 | Hauptstraße 23 / Sieberstraße (Lage)                                                                 | Kaufhaus                                                                                               | | Kaufhaus                                                                                               |
| 09145245 | Hauptstraße 24 / Kurstraße 76 (Lage)                                                                 | Wohn- und Geschäftshaus                                                                                | | Wohn- und Geschäftshaus                                                                                |
| 09145244 | Hauptstraße 29 / Petersilienstraße (Lage)                                                            | Wohn- und Geschäftshaus                                                                                | | Wohn- und Geschäftshaus                                                                                |
| 09145246 | Hauptstraße 30 (Lage)                                                                                | Wohn- und Geschäftshaus mit Quergebäude, rechtem Seitenflügel und Keller unter dem linken Seitenflügel | | Wohn- und Geschäftshaus mit Quergebäude, rechtem Seitenflügel und Keller unter dem linken Seitenflügel |
| 09145247 | Hauptstraße 32 (Lage)                                                                                | Verwaltungs- und Gewerbegebäude                                                                        | | Verwaltungs- und Gewerbegebäude                                                                        |
| 09145544 | Hauptstraße 32 (Lage)                                                                                | Gusseiserner Radabweiser, transloziert vom Wohnhaus Vereinsstraße 31                                   | | Gusseiserner Radabweiser, transloziert vom Wohnhaus Vereinsstraße 31                                   |
| 09145248 | Hauptstraße 34 (Lage)                                                                                | Ratsapotheke                                                                                           | | Ratsapotheke                                                                                           |
| 09145249 | Hauptstraße 36 (Lage)                                                                                | Wohnhaus                                                                                               | | Wohnhaus                                                                                               |
| 09145250 | Hauptstraße 37 (Lage)                                                                                | Wohnhaus                                                                                               | | Wohnhaus                                                                                               |
| 09145251 | Hauptstraße 39 (Lage)                                                                                | Wohnhaus                                                                                               | | Wohnhaus                                                                                               |
| 09145252 | Hauptstraße 43 (Lage)                                                                                | Wohnhaus                                                                                               | | Wohnhaus                                                                                               |
| 09145253 | Hauptstraße 44 / Wollenweberstraße (Lage)                                                            | Wohnhaus                                                                                               | | Wohnhaus                                                                                               |
| 09145254 | Hauptstraße 51 (Lage)                                                                                | Wohnhaus                                                                                               | | Wohnhaus                                                                                               |
| 09145255 | Hauptstraße 56 / Grabenstraße (Lage)                                                                 | Wohn- und Geschäftshaus                                                                                | | Wohn- und Geschäftshaus                                                                                |
| 09145256 | Hauptstraße 58 / Grabenstraße 1 (Lage)                                                               | Wohn- und Geschäftshaus mit Seitenflügel                                                               | | Wohn- und Geschäftshaus mit Seitenflügel                                                               |
| 09145258 | Hauptstraße 62 (Lage)                                                                                | Wohnhaus mit Ladeneinrichtung                                                                          | | Wohnhaus mit Ladeneinrichtung                                                                          |
| 09145259 | Hauptstraße 64 (Lage)                                                                                | Wohnhaus                                                                                               | | Wohnhaus                                                                                               |
| 09145260 | Hauptstraße 66 / Gerbergasse 1 (Lage)                                                                | Wohn- und Geschäftshaus sowie Wichernhaus mit allen Gebäudeteilen                                      | | Wohn- und Geschäftshaus sowie Wichernhaus mit allen Gebäudeteilen                                      |
| 09145261 | Havelstraße 1 / Grabenstraße (Lage)                                                                  | Mietwohnhaus                                                                                           | | Mietwohnhaus                                                                                           |
| 09145262 | Havelstraße 2 (Lage)                                                                                 | Wohnhaus                                                                                               | | Wohnhaus                                                                                               |
| 09145263 | Havelstraße 4 (Lage)                                                                                 | Wohnhaus mit Garten und Pavillon                                                                       | | Wohnhaus mit Garten und Pavillon                                                                       |
| 09145600 | Havelstraße 6 (Lage)                                                                                 | Mietwohnhaus                                                                                           | | Mietwohnhaus                                                                                           |
| 09145264 | Havelstraße 6a (Lage)                                                                                | Villa mit Garten und Grotte                                                                            | | Villa mit Garten und Grotte                                                                            |
| 09145624 | Havelstraße 8 (Lage)                                                                                 | Mietwohnhaus                                                                                           | | Mietwohnhaus                                                                                           |
| 09145265 | Havelstraße 9 (Lage)                                                                                 | Wohn- und Badehaus                                                                                     | | Wohn- und Badehaus                                                                                     |
| 09145266 | Havelstraße 10 (Lage)                                                                                | Mietwohnhaus                                                                                           | | Mietwohnhaus                                                                                           |
| 09145621 | Havelstraße 12 (Lage)                                                                                | Mietwohnhaus                                                                                           | | Mietwohnhaus                                                                                           |
| 09145267 | Havelstraße 14 (Lage)                                                                                | Mietwohnhaus                                                                                           | | Mietwohnhaus                                                                                           |
| 09145599 | Kanalstraße 3 (Lage)                                                                                 | Mietwohnhaus                                                                                           | Das heutige Mietwohnhaus war das ehemalige königliche Hochbauamt. Erbaut wurde das Haus Ende des 19. Jahrhunderts. Es befindet sich an der Ecke zur Goethestraße. Es ist ein viergeschossiges, traufständiges Haus mit einer Stuckfassade. Prägend für das Gebäude ist der turmähnliche Eckerker an der Straßenecke. Der Erker wird bekrönt durch eine Zwiebelhaube. Die Haustür befindet sich in der Kanalstraße, ein Tor zum Grundstück in der Goethestraße. | Mietwohnhaus                                                                                           |
| 09145268 | Kanalstraße 8, 9, Alfred-Messel-Platz 1, 3 (Lage)                                                    | Wohlfahrtsforum, bestehend aus AOK-Gebäude, Stadtbad, Turnhalle                                        | Das Wohlfahrtsforum entstand von 1928 bis 1930. Es besteht aus drei Teilen, dem Verwaltungsgebäude der AOK, einer Turnhalle und einem Hallenbad. Nach dem Zweiten Weltkrieg befand sich hier die Sozialversicherung des FDGB. Obwohl das Grundstück zentral liegt, wurde es vorher nicht bebaut, da der Grund schwierig war. | Wohlfahrtsforum, bestehend aus AOK-Gebäude, Stadtbad, Turnhalle                                        |
| 09145270 | Katharinenkirchplatz 2 (Lage)                                                                        | Gemeindehaus St. Katharinen                                                                            | | Gemeindehaus St. Katharinen                                                                            |
| 09145760 | Katharinenkirchplatz 3, 4 (Lage)                                                                     | Pfarrhäuser                                                                                            | | Pfarrhäuser                                                                                            |
| 09145271 | Katharinenkirchplatz 5 (Lage)                                                                        | Neustädtische Gelehrtenschule                                                                          | | Neustädtische Gelehrtenschule                                                                          |
| 09145278 | Katharinenkirchplatz 6a (Lage)                                                                       | Wirtschaftsgebäude                                                                                     | Das Wirtschaftsgebäude befindet sich an der Kirchstraße. Im Jahre 2018 wird es renoviert. | Wirtschaftsgebäude                                                                                     |
| 09145272 | Katharinenkirchplatz 10 (Lage)                                                                       | Speicher (Weinlager)                                                                                   | | Speicher (Weinlager)                                                                                   |
| 09145533 | Katharinenkirchplatz 15 (Lage)                                                                       | Stadtkirche St. Katharinen                                                                             | Das Kirchengebäude ersetzte einen Vorgängerbau aus der ersten Hälfte des 13. Jahrhunderts. Dessen Westfassade und der Turm wurden jedoch in den Neubau einbezogen. Die Bauarbeiten erfolgten unter Leitung des Stettiner Baumeisters Hinrich Brunsberg. Nach mehrfachen Um- und Wiederaufbauarbeiten ist eine reichhaltige Ausstattung erhalten, unter anderem ein Flügelaltar, ein Messing-Taufkessel und der Orgelprospekt von 1731. | weitere Bilder                                                                                         |
| 09145273 | Kirchgasse 2 (Lage)                                                                                  | Wohnhaus                                                                                               | | Wohnhaus                                                                                               |
| 09145274 | Kirchgasse 3 (Lage)                                                                                  | Wohnhaus                                                                                               | | Wohnhaus                                                                                               |
| 09145275 | Kirchgasse 4 (Lage)                                                                                  | Wohnhaus                                                                                               | | Wohnhaus                                                                                               |
| 09145276 | Kirchgasse 5 (Lage)                                                                                  | Wohnhaus                                                                                               | | Wohnhaus                                                                                               |
| 09145277 | Kirchgasse 6 (Lage)                                                                                  | Wohnhaus                                                                                               | | Wohnhaus                                                                                               |
| 09145299 | Kleine Münzenstraße 6 (Lage)                                                                         | Wohnhaus mit Hofgebäuden                                                                               | | Wohnhaus mit Hofgebäuden                                                                               |
| 09145300 | Kleine Münzenstraße 8 (Lage)                                                                         | Wohnhaus                                                                                               | | Wohnhaus                                                                                               |
| 09145301 | Kleine Münzenstraße 9 (Lage)                                                                         | Wohnhaus                                                                                               | | Wohnhaus                                                                                               |
| 09145302 | Kleine Münzenstraße 13 (Lage)                                                                        | Wohnhaus                                                                                               | | Wohnhaus                                                                                               |
| 09145303 | Kleine Münzenstraße 18 (Lage)                                                                        | Wohnhaus                                                                                               | | Wohnhaus                                                                                               |
| 09145304 | Kleine Münzenstraße 20 (Lage)                                                                        | Tuchfabrik                                                                                             | | Tuchfabrik                                                                                             |
| 09145320 | Kurstraße 3 (Lage)                                                                                   | Wohnhaus                                                                                               | | Wohnhaus                                                                                               |
| 09145321 | Kurstraße 4 (Lage)                                                                                   | Wohnhaus und mittelalterlicher Keller                                                                  | | Wohnhaus und mittelalterlicher Keller                                                                  |
| 09145322 | Kurstraße 7 (Lage)                                                                                   | Wohnhaus (Haus Wiesike)                                                                                | | Wohnhaus (Haus Wiesike)                                                                                |
| 09145323 | Kurstraße 9 (Lage)                                                                                   | Wohnhaus                                                                                               | | Wohnhaus                                                                                               |
| 09145324 | Kurstraße 10 (Lage)                                                                                  | Wohnhaus                                                                                               | | Wohnhaus                                                                                               |
| 09145211 | Kurstraße 13 / Gorrenberg 18 (Lage)                                                                  | Mietwohn- und Geschäftshaus                                                                            | | Mietwohn- und Geschäftshaus                                                                            |
| 09145602 | Kurstraße 21 (Lage)                                                                                  | Mietwohnhaus                                                                                           | | Mietwohnhaus                                                                                           |
| 09145327 | Kurstraße 22 (Lage)                                                                                  | Wohnhaus                                                                                               | | Wohnhaus                                                                                               |
| 09145328 | Kurstraße 23 (Lage)                                                                                  | Mietwohn- und Geschäftshaus                                                                            | | Mietwohn- und Geschäftshaus                                                                            |
| 09145329 | Kurstraße 25 (Lage)                                                                                  | Mietwohn- und Geschäftshaus                                                                            | | Mietwohn- und Geschäftshaus                                                                            |
| 09145325 | Kurstraße 28 (Lage)                                                                                  | Mietwohn- und Geschäftshaus                                                                            | | Mietwohn- und Geschäftshaus                                                                            |
| 09145675 | Kurstraße 35 (Lage)                                                                                  | Wohnhaus                                                                                               | | Wohnhaus                                                                                               |
| 09145676 | Kurstraße 36 (Lage)                                                                                  | Wohnhaus                                                                                               | | Wohnhaus                                                                                               |
| 09145334 | Kurstraße 48 (Lage)                                                                                  | Mietwohnhaus                                                                                           | | weitere Bilder                                                                                         |
| 09145335 | Kurstraße 49 (Lage)                                                                                  | Wohnhaus                                                                                               | Das Wohnhaus wurde zu Beginn des 19. Jahrhunderts erbaut. Es ist ein traufständiger, zweigeschossiger Bau aus Ziegeln mit einem Satteldach. Das Haus hat vier Fensterachsen, in der dritten Achse von links befindet sich der Eingang. Über den beiden mittleren Achsen befindet sich ein Gesims mit einem Dreiecksgiebel. | weitere Bilder                                                                                         |
| 09145336 | Kurstraße 50 (Lage)                                                                                  | Wohnhaus                                                                                               | Das Wohnhaus wurde um 1833 erbaut. Es ist ein traufständiger, zweigeschossiger Bau mit einem Satteldach. Das Haus hat fünf Fensterachsen, in der rechten Achse befindet sich eine Durchfahrt mit Tor. Die Fassade ist durch Putzquaderung gegliedert. | weitere Bilder                                                                                         |
| 09145338 | Kurstraße 54 (Lage)                                                                                  | Wohnhaus                                                                                               | Das Haus wurde ursprünglich in der zweiten Hälfte des 18. Jahrhunderts erbaut. Es ist ein traufständiger, zweigeschossiger Fachwerkbau mit einem Satteldach. Im 19. Jahrhundert wurde die Zufahrt an der linken Seite überbaut, es entstand eine Durchfahrt. Die Fassade ist geprägt durch Putzstreifen und Rosetten zwischen den Stockwerken. Das Haus wurde von 1989 bis 1990 saniert. | weitere Bilder                                                                                         |
| 09145339 | Kurstraße 58 (Lage)                                                                                  | Gasthof mit Festsaal                                                                                   | Die Bauzeit des ehemaligen Gasthofes ist unbekannt, allerdings befand sich hier bereits im 18. Jahrhundert eine Gaststätte. Ab 1865 war es der Schultheiß-Bierausschank Metzenthin, in den 1920er Jahren der „Blaue Engel“, in den 1930er Jahren das „Rheingold“. Ab 1941 hatte hier die Organisation Todt ein Büro. Es ist ein traufständiges, zweigeschossiges Haus mit einem Satteldach. Das Haus hat sechs Fensterachsen, rechts vom Haus befindet sich eine Durchfahrt. | weitere Bilder                                                                                         |
| 09145340 | Kurstraße 59 (Lage)                                                                                  | Wohnhaus                                                                                               | | Wohnhaus                                                                                               |
| 09145341 | Kurstraße 60 (Lage)                                                                                  | Wohnhaus                                                                                               | | Wohnhaus                                                                                               |
| 09145342 | Kurstraße 61 (Lage)                                                                                  | Wohnhaus                                                                                               | | weitere Bilder                                                                                         |
| 09145345 | Kurstraße 63 (Lage)                                                                                  | Wohnhaus                                                                                               | | weitere Bilder                                                                                         |
| 09145343 | Kurstraße 64 (Lage)                                                                                  | Wohnhaus mit linkem Seitenflügel                                                                       | | Wohnhaus mit linkem Seitenflügel                                                                       |
| 09145344 | Kurstraße 66 / Büttelstraße (Lage)                                                                   | Wohnhaus mit Seitengebäude                                                                             | | Wohnhaus mit Seitengebäude                                                                             |
| 09145279 | Kurstraße 68, Kirchgasse 1 (Lage)                                                                    | Wohnhaus mit Seitenflügel (Kirchgasse 1)                                                               | | Wohnhaus mit Seitenflügel (Kirchgasse 1)                                                               |
| 09145346 | Kurstraße 69, 70 / Kirchgasse (Lage)                                                                 | Neustädtische Knabenschule mit Hofgebäude und Schulhofmauer                                            | | Neustädtische Knabenschule mit Hofgebäude und Schulhofmauer                                            |
| 09145349 | Lindenstraße 2 (Lage)                                                                                | Wohnhaus                                                                                               | | Wohnhaus                                                                                               |
| 09145350 | Lindenstraße 3 (Lage)                                                                                | Wohnhaus                                                                                               | | Wohnhaus                                                                                               |
| 09145352 | Lindenstraße 34 (Lage)                                                                               | Wohnhaus mit Seitenflügel                                                                              | | Wohnhaus mit Seitenflügel                                                                              |
| 09145353 | Lindenstraße 35 (Lage)                                                                               | Wohnhaus                                                                                               | | Wohnhaus                                                                                               |
| 09145356 | Lindenstraße 38 (Lage)                                                                               | Wohnhaus                                                                                               | | Wohnhaus                                                                                               |
| 09145359 | Molkenmarkt 12 (Lage)                                                                                | Wohn- und Geschäftshaus                                                                                | | Wohn- und Geschäftshaus                                                                                |
| 09145360 | Molkenmarkt 14/15 (Lage)                                                                             | Wohnhaus                                                                                               | | Wohnhaus                                                                                               |
| 09145361 | Molkenmarkt 16 (Lage)                                                                                | Wohnhaus                                                                                               | | Wohnhaus                                                                                               |
| 09145362 | Molkenmarkt 17 (Lage)                                                                                | Mietwohnhaus                                                                                           | | Mietwohnhaus                                                                                           |
| 09145363 | Molkenmarkt 18 (Lage)                                                                                | Wohnhaus                                                                                               | | weitere Bilder                                                                                         |
| 09145364 | Molkenmarkt 19, Neustädtischer Markt 26 (Lage)                                                       | Gasthaus mit Hofgebäude                                                                                | | Gasthaus mit Hofgebäude                                                                                |
| 09145365 | Molkenmarkt 20/Neustädter Markt (Lage)                                                               | Wohnhaus                                                                                               | | Wohnhaus                                                                                               |
| 09145366 | Molkenmarkt 24, 24a (Lage)                                                                           | Wohn- und Geschäftshaus                                                                                | | Wohn- und Geschäftshaus                                                                                |
| 09145367 | Molkenmarkt 25 (Lage)                                                                                | Wohnhaus                                                                                               | | Wohnhaus                                                                                               |
| 09145368 | Molkenmarkt 26 (Lage)                                                                                | Wohnhaus                                                                                               | | Wohnhaus                                                                                               |
| 09145369 | Molkenmarkt 27 (Lage)                                                                                | Wohnhaus                                                                                               | | Wohnhaus                                                                                               |
| 09145370 | Molkenmarkt 28 (Lage)                                                                                | Wohnhaus                                                                                               | | Wohnhaus                                                                                               |
| 09145371 | Molkenmarkt 29/30 (Lage)                                                                             | Wohnhaus mit Restaurant (Hauptpost)                                                                    | Das Haus wurde zu Beginn des 20. Jahrhunderts erbaut. Ab 1947 war es die Hauptpost. Heute befinden sich hier ein Hotel und ein Restaurant. Es ist ein traufständiger, dreigeschossiger Ziegelbau mit einem Mansardwalmdach. Auffällig sind die beiden polygonalen Erker. Unter dem Hof befindet sich ein Keller. | Wohnhaus mit Restaurant (Hauptpost)                                                                    |
| 09145372 | Molkenmarkt 33 (Lage)                                                                                | Wohnhaus                                                                                               | | Wohnhaus                                                                                               |
| 09145373 | Molkenmarkt 35 (Lage)                                                                                | Wohnhaus                                                                                               | | Wohnhaus                                                                                               |
| 09145401 | Neustädtische Fischerstraße 1 (Lage)                                                                 | Wohnhaus                                                                                               | | Wohnhaus                                                                                               |
| 09145402 | Neustädtische Fischerstraße 2 (Lage)                                                                 | Wohnhaus                                                                                               | | Wohnhaus                                                                                               |
| 09145404 | Neustädtische Fischerstraße 6 (Lage)                                                                 | Lagergebäude                                                                                           | | Lagergebäude                                                                                           |
| 09145403 | Neustädtische Heidestraße 6 (Lage)                                                                   | Wohnhaus                                                                                               | Das Wohnhaus wurde in der Mitte des 19. Jahrhunderts erbaut. Es ist ein traufständiger, zweigeschossiger Bau mit einem Satteldach. Das Haus hat drei Fensterachsen, in der rechten Achse befindet sich der Eingang. Viele Details wie die Haustür sind aus der Bauzeit erhalten. | Wohnhaus                                                                                               |
| 09145405 | Neustädtische Heidestraße 10 (Lage)                                                                  | Wohnhaus                                                                                               | Das Wohnhaus in der jetzigen Form wurde im späten 18. Jahrhundert erbaut. Bereits 1724 stand hier ein Spinnhaus. Es ist ein traufständiger, zweigeschossiger Bau mit einem Satteldach. Die Fassade mit fünf Achsen wurde von 1990 bis 1991 renoviert, sie entspricht aber der ursprünglichen Fassade. In der mittleren Achse befindet sich der Eingang. | Wohnhaus                                                                                               |
| 09145406 | Neustädtische Heidestraße 14 (Lage)                                                                  | Wohnhaus                                                                                               | Das Wohn- und Geschäftshaus wurde im 18. Jahrhundert erbaut. Es ist ein traufständiges, zweigeschossiges Haus mit einem Satteldach. Die Fassade hat fünf Fensterachsen, in der linken Achse befindet sich ein Durchgang mit einem Tor. Rechts daneben befindet sich ein kleines Landesgeschäft. Die Putzfassade wurde im 19. Jahrhundert verändert. | Wohnhaus                                                                                               |
| 09145408 | Neustädtische Heidestraße 18 (Lage)                                                                  | Logenhaus der Freimaurerloge „Friedrich zur Tugend“                                                    | In diesem Haus arbeitete die Freimaurerloge „Friedrich zur Tugend“ (gestiftet 1779) von 1819 bis zur Zwangsauflösung 1934. Das Logenhaus (Hausnummer 22) gliedert sich in zwei Gebäudeteile: Das sich weit nach hinten ausdehnende neobarocke Logenhaus (erbaut 1898) und einen Anbau (Hausnummer 23) links/östlich an das Logenhaus anschließend. Der Anbau stammt aus dem Ende des 18. Jahrhunderts, ist zweigeschossig und verfügt über ein Mansarddach. Trivia: Es existieren scheinbar widersprüchliche Angaben zur richtigen Hausnummer: 18 und 22 bzw. 23. Div. Kartenmaterial liefert für die Hausnummern 22 und 23 keine bzw. falsche Ergebnisse und für Hausnummer 18 nicht den tatsächlichen Standort. | Logenhaus der Freimaurerloge „Friedrich zur Tugend“                                                    |
| 09145407 | Neustädtische Heidestraße 21 (Lage)                                                                  | Wohnhaus                                                                                               | Der verputzte Fachwerkbau mit Satteldach wird datiert auf 1701/1800. Erneuerungen (Fassade und Mauerwerk) gab es gut 100 Jahre nach der Erbauung. Der Keller ist gut 200 Jahre älter als das Wohnhaus. Trivia: Div. Kartenmaterial gibt für dieses Wohnhaus keine Hausnummer 21 (mehr) an. | Wohnhaus                                                                                               |
| 09145409 | Neustädtische Heidestraße 24 (Lage)                                                                  | Katholische Dreifaltigkeitskirche und Wohnhaus sowie Gedenkstätte                                      | | Katholische Dreifaltigkeitskirche und Wohnhaus sowie Gedenkstätte                                      |
| 09145410 | Neustädtische Heidestraße 25 (Lage)                                                                  | Wohnhaus                                                                                               | | Wohnhaus                                                                                               |
| 09145411 | Neustädtische Heidestraße 26 (Lage)                                                                  | Wohn- und Gemeindehaus                                                                                 | | Wohn- und Gemeindehaus                                                                                 |
| 09145535 | Neustädtische Heidestraße 28 (Lage)                                                                  | Dominikanerkloster und Kirche St. Pauli                                                                | Das Gebäude der Pfarrkirche St. Pauli ist die frühere Kirche des Dominikanerstifts von 1286. Die Kirche ist nur noch eine Ruine; es handelte sich um eine dreischiffige frühgotische Backstein-Kirche. An der Südseite ist der schlanke Glockenturm von 1496 erhalten. | weitere Bilder                                                                                         |
| 09145683 | Neustädtische Heidestraße 50 (Lage)                                                                  | Wohnhaus                                                                                               | | Wohnhaus                                                                                               |
| 09145412 | Neustädtische Heidestraße 54 (Lage)                                                                  | Wohnhaus (ehemalige Gaststätte „Zum Goldenen Anker“)                                                   | | Wohnhaus (ehemalige Gaststätte „Zum Goldenen Anker“)                                                   |
| 09145413 | Neustädtische Heidestraße 55 (Lage)                                                                  | Wohnhaus                                                                                               | Das Wohnhaus wurde zum Ende des 18. Jahrhunderts erbaut. Es ist ein traufständiges, zweigeschossiges Haus mit einem Satteldach mit einer Fledermausgaube. Das Haus hat vier Fensterachsen, in der linken Achse befindet sich der Eingang. Unter dem Haus befindet sich ein Keller aus der Bauzeit. | Wohnhaus                                                                                               |
| 09145563 | Neustädtische Heidestraße 74 (Lage)                                                                  | Wohnhaus                                                                                               | | Wohnhaus                                                                                               |
| 09145416 | Neustädtische Heidestraße 76 (Lage)                                                                  | Wohnhaus                                                                                               | | weitere Bilder                                                                                         |
| 09145417 | Neustädtische Heidestraße 77 (Lage)                                                                  | Wohnhaus                                                                                               | | weitere Bilder                                                                                         |
| 09145564 | Neustädtische Heidestraße 78 (Lage)                                                                  | Wohnhaus                                                                                               | | Wohnhaus                                                                                               |
| 09145419 | Neustädtische Wassertorstraße 12 (Lage)                                                              | Wohnhaus                                                                                               | | Wohnhaus                                                                                               |
| 09145420 | Neustädtische Wassertorstraße 13 (Lage)                                                              | Mietwohnhaus                                                                                           | | Mietwohnhaus                                                                                           |
| 09145421 | Neustädtische Wassertorstraße 14 (Lage)                                                              | Gartenpavillon                                                                                         | | Gartenpavillon                                                                                         |
| 09145422 | Neustädtische Wassertorstraße 18, 19 (Lage)                                                          | Wohnhaus und Fabrikgebäude                                                                             | | Wohnhaus und Fabrikgebäude                                                                             |
| 09145423 | Neustädtische Wassertorstraße 20 (Lage)                                                              | Mietwohnhaus                                                                                           | | Mietwohnhaus                                                                                           |
| 09145424 | Neustädtische Wassertorstraße 22 (Lage)                                                              | Wohnhaus                                                                                               | | Wohnhaus                                                                                               |
| 09145425 | Neustädtische Wassertorstraße 27 (Lage)                                                              | Wohnhaus                                                                                               | Das Wohnhaus wurde 1847 erbaut. Es ist ein freistehender, zweigeschossiger Bau mit einem Krüppelwalmdach mit zwei Fledermausgauben. Zur Traufenseite hin befinden sich sieben Fensterachsen, in der fünften Achse von links ist der Eingang mit einer zweiläufigen Freitreppe. Die Giebelseite hat fünf Fensterachsen. Die Fassade wurde im klassizistischen Stil erstellt. | Wohnhaus                                                                                               |
| 09145426 | Neustädtischer Markt 3 (Lage)                                                                        | Mietwohn- und Geschäftshaus                                                                            | | Mietwohn- und Geschäftshaus                                                                            |
| 09145427 | Neustädtischer Markt 5/6 (Lage)                                                                      | Wohn- und Geschäftshaus                                                                                | | Wohn- und Geschäftshaus                                                                                |
| 09145428 | Neustädtischer Markt 7 (Lage)                                                                        | Wohnhaus                                                                                               | | Wohnhaus                                                                                               |
| 09145429 | Neustädtischer Markt 8 (Lage)                                                                        | Wohn- und Geschäftshaus                                                                                | | Wohn- und Geschäftshaus                                                                                |
| 09145430 | Neustädtischer Markt 9 (Lage)                                                                        | Wohnhaus                                                                                               | | Wohnhaus                                                                                               |
| 09145431 | Neustädtischer Markt 10 (Lage)                                                                       | Reichsbankgebäude                                                                                      | Das Gebäude wurde 1901/1902 für die örtliche Filiale der Deutschen Reichsbank nach Entwurf des Berliner Architekten Max Hasak erbaut. Nach der Wende wurde das Gebäude Eigentum der Commerzbank, die es umfassend sanieren ließ und nun als Bankfiliale nutzt. | Reichsbankgebäude                                                                                      |
| 09145432 | Neustädtischer Markt 11 (Lage)                                                                       | Wohnhaus und Stallgebäude                                                                              | | Wohnhaus und Stallgebäude                                                                              |
| 09145562 | Neustädtischer Markt 12 (Lage)                                                                       | Wohnhaus                                                                                               | | Wohnhaus                                                                                               |
| 09145433 | Neustädtischer Markt 13 (Lage)                                                                       | Wohnhaus                                                                                               | | Wohnhaus                                                                                               |
| 09145434 | Neustädtischer Markt 14 (Lage)                                                                       | Gasthaus „Zum Schwarzen Ross“                                                                          | | Gasthaus „Zum Schwarzen Ross“                                                                          |
| 09145435 | Neustädtischer Markt 17 (Lage)                                                                       | Wohnhaus                                                                                               | | Wohnhaus                                                                                               |
| 09145436 | Neustädtischer Markt 21 (Lage)                                                                       | Wohnhaus                                                                                               | | Wohnhaus                                                                                               |
| 09145437 | Neustädtischer Markt 27 (Lage)                                                                       | Wohnhaus                                                                                               | | weitere Bilder                                                                                         |
| 09145438 | Neustädtischer Markt 28 (Lage)                                                                       | Wohnhaus                                                                                               | | Wohnhaus                                                                                               |
| 09145439 | Neustädtischer Markt 29 (Lage)                                                                       | Mietwohn- und Geschäftshaus                                                                            | | Mietwohn- und Geschäftshaus                                                                            |
| 09145440 | Neustädtischer Markt 30 (Lage)                                                                       | Wohnhaus                                                                                               | | Wohnhaus                                                                                               |
| 09145441 | Neustädtischer Markt 31/Molkenmarkt (Lage)                                                           | Wohnhaus                                                                                               | | Wohnhaus                                                                                               |
| 09145613 | Packhofstraße 3 (Lage)                                                                               | Wohnhaus                                                                                               | | Wohnhaus                                                                                               |
| 09145442 | Packhofstraße 8 (Lage)                                                                               | Wohnhaus                                                                                               | | Wohnhaus                                                                                               |
| 09145443 | Packhofstraße 9 (Lage)                                                                               | Wohnhaus und Gartenpavillon                                                                            | | Wohnhaus und Gartenpavillon                                                                            |
| 09145444 | Packhofstraße 27 (Lage)                                                                              | Mietwohnhaus                                                                                           | | Mietwohnhaus                                                                                           |
| 09145446 | Packhofstraße 29, 30, 31 (Lage)                                                                      | Schiffswerft, Eisengießerei und Maschinenfabrik der Gebrüder Wiemann, Halle und Lagergebäude           | Gebr. Wiemann | Schiffswerft, Eisengießerei und Maschinenfabrik der Gebrüder Wiemann, Halle und Lagergebäude           |
| 09145461 | Paulinerstraße 3 (Lage)                                                                              | Wohnhaus                                                                                               | | Wohnhaus                                                                                               |
| 09145130 | Paulinerstraße 7–13, Abtstraße 4–7, Der Temnitz 16–18, Neustädtische Heidestraße 38/39, 44–46 (Lage) | Wohnanlage Pauliner Straße                                                                             | | Wohnanlage Pauliner Straße                                                                             |
| 09145462 | Paulinerstraße 18 (Lage)                                                                             | Wohnhaus                                                                                               | | Wohnhaus                                                                                               |
| 09145566 | Sieberstraße 4 (Lage)                                                                                | Wohnhaus                                                                                               | | Wohnhaus                                                                                               |
| 09145493 | Sieberstraße 5 (Lage)                                                                                | Wohnhaus                                                                                               | | Wohnhaus                                                                                               |
| 09145494 | Sieberstraße 13 (Lage)                                                                               | Wohnhaus                                                                                               | | Wohnhaus                                                                                               |
| 09145495 | Sieberstraße 15 (Lage)                                                                               | Wohnhaus                                                                                               | | Wohnhaus                                                                                               |
| 09145496 | Steinstraße 8 (Lage)                                                                                 | Mietwohn- und Geschäftshaus                                                                            | | Mietwohn- und Geschäftshaus                                                                            |
| 09145497 | Steinstraße 9 (Lage)                                                                                 | Wohnhaus                                                                                               | | Wohnhaus                                                                                               |
| 09145498 | Steinstraße 11 (Lage)                                                                                | Wohn- und Geschäftshaus                                                                                | | Wohn- und Geschäftshaus                                                                                |
| 09145499 | Steinstraße 12 (Lage)                                                                                | Wohnhaus und Hofgebäude                                                                                | | Wohnhaus und Hofgebäude                                                                                |
| 09145500 | Steinstraße 13 (Lage)                                                                                | Wohnhaus mit Ladeneinbau                                                                               | | Wohnhaus mit Ladeneinbau                                                                               |
| 09145501 | Steinstraße 17 / Büttelstraße (Lage)                                                                 | Wohnhaus                                                                                               | | Wohnhaus                                                                                               |
| 09145502 | Steinstraße 19, 20 (Lage)                                                                            | Wohnhäuser mit Kino                                                                                    | | Wohnhäuser mit Kino                                                                                    |
| 09145503 | Steinstraße 21 (Lage)                                                                                | Wohnhaus                                                                                               | | Wohnhaus                                                                                               |
| 09145504 | Steinstraße 24 (Lage)                                                                                | Mietwohn- und Geschäftshaus                                                                            | | Mietwohn- und Geschäftshaus                                                                            |
| 09145505 | Steinstraße 27 (Lage)                                                                                | Mietwohn- und Geschäftshaus                                                                            | | Mietwohn- und Geschäftshaus                                                                            |
| 09145506 | Steinstraße 28 (Lage)                                                                                | Mietwohn- und Geschäftshaus                                                                            | | Mietwohn- und Geschäftshaus                                                                            |
| 09145507 | Steinstraße 38 (Lage)                                                                                | Wohnhaus                                                                                               | | Wohnhaus                                                                                               |
| 09145508 | Steinstraße 39 / Neustädtische Heidestraße (Lage)                                                    | Wohnhaus mit Seitenflügel                                                                              | | Wohnhaus mit Seitenflügel                                                                              |
| 09145509 | Steinstraße 40 (Lage)                                                                                | Wohnhaus und Fachwerk-Hofgebäude                                                                       | | Wohnhaus und Fachwerk-Hofgebäude                                                                       |
| 09145585 | Steinstraße 41 (Lage)                                                                                | Wohnhaus                                                                                               | | Wohnhaus                                                                                               |
| 09145693 | Steinstraße 42 (Lage)                                                                                | Gedenktafel für die Vereinigung der Brandenburger Ortsorganisationen der KPD und SPD zur SED           | | Gedenktafel für die Vereinigung der Brandenburger Ortsorganisationen der KPD und SPD zur SED           |
| 09145510 | Steinstraße 46/47 (Lage)                                                                             | Mietwohn- und Geschäftshaus mit zwei Seitenflügeln sowie Seitengebäude des Gewerbehofs                 | Beispiel eines ohne wesentliche Veränderungen erhaltenen aufwendigen Gebäudes der Zeit um 1900 mit reicher Fassade des Historismus, das die Ausbauphase der Steinstraße zur Geschäftsstraße von großstädtischem Anspruch belegt. | Mietwohn- und Geschäftshaus mit zwei Seitenflügeln sowie Seitengebäude des Gewerbehofs                 |
| 09145694 | Steinstraße 53 (Lage)                                                                                | Wohnhaus                                                                                               | | Wohnhaus                                                                                               |
| 09145511 | Steinstraße 54 (Lage)                                                                                | Wohnhaus                                                                                               | | Wohnhaus                                                                                               |
| 09145695 | Steinstraße 55 (Lage)                                                                                | Gasthof „Zum goldenen Löwen“                                                                           | | Gasthof „Zum goldenen Löwen“                                                                           |
| 09145512 | Steinstraße 57 (Lage)                                                                                | Wohnhaus (Carpzow-Haus)                                                                                | | Wohnhaus (Carpzow-Haus)                                                                                |
| 09145513 | Steinstraße 60 (Lage)                                                                                | Hotel „Zum schwarzen Bären“                                                                            | | Hotel „Zum schwarzen Bären“                                                                            |
| 09145514 | Steinstraße 61 (Lage)                                                                                | Amtsgericht mit Seitenflügel und Hofgebäude, Backsteingewölbekeller                                    | | Amtsgericht mit Seitenflügel und Hofgebäude, Backsteingewölbekeller                                    |
| 09145515 | Steinstraße 62 (Lage)                                                                                | Kelleranlage                                                                                           | | Kelleranlage                                                                                           |
| 09145516 | Steinstraße 66, 67 (Lage)                                                                            | Verwaltungsgebäude der Stadtwerke                                                                      | | Verwaltungsgebäude der Stadtwerke                                                                      |
| 09145752 | Wollenweberstraße 37 (Lage)                                                                          | Mietwohnhaus                                                                                           | Das Grundstück Kurstraße 34 reichte ursprünglich bis zur Wollenweberstraße (Hausnummer 37). Das Wohnhaus wurde im 18. Jahrhundert erbaut. | Mietwohnhaus                                                                                           |
| 09145517 | Wollenweberstraße 3 (Lage)                                                                           | Wohnhaus                                                                                               | | Wohnhaus                                                                                               |
| 09145518 | Wollenweberstraße 6 (Lage)                                                                           | Wohnhaus                                                                                               | | Wohnhaus                                                                                               |
| 09145519 | Wollenweberstraße 7 (Lage)                                                                           | Wohnhaus                                                                                               | Das Wohnhaus wurde zum Beginn des 19. Jahrhunderts erbaut. Es ist ein dreigeschossiges, traufständiges Haus mit fünf Achsen mit Mansarddach. Ursprünglich war es ein zweigeschossiges Haus, es wurde gegen Ende des 19. Jahrhunderts aufgestockt. | Wohnhaus                                                                                               |
| 09145520 | Wollenweberstraße 11 (Lage)                                                                          | Wohnhaus                                                                                               | | Wohnhaus                                                                                               |
| 09145521 | Wollenweberstraße 24 (Lage)                                                                          | Wohnhaus                                                                                               | Das Wohnhaus wurde wahrscheinlich im 16. Jahrhundert erbaut. Es ist ein traufständiges, zweigeschossiges Haus aus Fachwerk mit einem Satteldach. Unter dem Haus befindet sich ein Keller. In der ersten Hälfte des 19. Jahrhunderts wurde das Haus im Erdgeschoss mit Ziegeln erneuert und verputzt. | Wohnhaus                                                                                               |
| 09145522 | Wollenweberstraße 26 (Lage)                                                                          | Wohnhaus                                                                                               | | weitere Bilder                                                                                         |
| 09145524 | Wollenweberstraße 29 (Lage)                                                                          | Wohnhaus                                                                                               | | Wohnhaus                                                                                               |
| 09145709 | Wollenweberstraße 30 (Lage)                                                                          | Wohnhaus                                                                                               | | Wohnhaus                                                                                               |
| 09145525 | Wollenweberstraße 31 (Lage)                                                                          | Doppelwohnhaus                                                                                         | | Doppelwohnhaus                                                                                         |
| 09145330 | Wollenweberstraße 39 (Lage)                                                                          | Mietwohnhaus                                                                                           | Das Wohnhaus wurde 1910 im Jugendstil erbaut. Es ist ein traufständiger, dreigeschossiger Bau aus verputzten Ziegel und vier Fensterachsen. Die beiden mittleren Achsen haben ab dem ersten Obergeschoss ein Balkonerker mit eigenem Dach. Der Erker wurde von einem Atlanten gestützt. | Mietwohnhaus                                                                                           |
| 09145526 | Wollenweberstraße 48 (Lage)                                                                          | Wohnhaus                                                                                               | 2 Geschosse, 4 Fensterachsen, unregelmäßig; erbaut ca. 18. Jh.; Fassade 19. Jh.; Fachwerkseitenflügel (links) ca. 18. Jh. | weitere Bilder                                                                                         |
| 09145527 | Wollenweberstraße 50 (Lage)                                                                          | Wohnhaus                                                                                               | 2 Geschosse, 3 Fensterachsen; erbaut vor 1850; Fassade um 1850/60; Seitenflügel (rechts) | Wohnhaus                                                                                               |
| 09145528 | Wollenweberstraße 56 (Lage)                                                                          | Wohnhaus                                                                                               | 2 Geschosse, 3 Fensterachsen, Fachwerk; erbaut ca. Ende 18. Jh.; Fassade und Innenausbau 1. Hälfte 19. Jh.; Erweiterung 2. Hälfte 19. Jh. | Wohnhaus                                                                                               |
| 09145634 | Wollenweberstraße 60 (Lage)                                                                          | Keller des Wohnhauses                                                                                  | | weitere Bilder                                                                                         |
| 09145529 | Wollenweberstraße 70 (Lage)                                                                          | Mietwohnhaus                                                                                           | 3 Geschosse, 4 Fensterachsen; erbaut 1877 (Inschrift Deckenbalken) | Mietwohnhaus                                                                                           |
| 09145878 | Wredowstraße 10 (Lage)                                                                               | Kondor Fahrradwerke / Waffelfabrik                                                                     | Hier befanden sich die Kondor Fahrradwerke. | weitere Bilder                                                                                         |

## Ehemalige Baudenkmale
| ID-Nr. | Lage                                             | Bezeichnung             | Beschreibung | Bild                    |
| ------ | ------------------------------------------------ | ----------------------- | --- | ----------------------- |
|        | Burgweg 1 Dominsel (Lage)                        | Wohnhaus                | Das Gebäude wurde am 10. Dezember 1996 aus der Denkmalliste gelöscht. | Wohnhaus                |
|        | Grabenstraße 14 Neustadt (Lage)                  | Stadttheater            | Das Gebäude wurde am 14. Oktober 1997 aus der Denkmalliste gelöscht. | Stadttheater            |
|        | Johanniskirchplatz 1 Altstadt (Lage)             | Wohnhaus                | | weitere Bilder          |
|        | Kurstraße 18 Neustadt (Lage)                     | Wohn- und Geschäftshaus | Das Haus wurde am 19. Dezember 1996 aus der Denkmalliste gelöscht. | Wohn- und Geschäftshaus |
|        | Kurstraße 34 Neustadt (Lage)                     | Wohnhaus                | Das Haus wurde am 19. Dezember 1996 aus der Denkmalliste gelöscht. Der fehlende Hauseingang zeugt davon, dass das Quergebäude einst bis zur Wollenweberstraße reichte (vgl. dazu auch den separaten Eintrag Wollenweberstraße 37). | Wohnhaus                |
|        | Kurstraße 67 Neustadt (Lage)                     |                         | Das Haus wurde am 28. Februar 1995 aus der Denkmalliste gelöscht. Das Haus war ein zweigeschossiges, traufständiges Haus aus der ersten Hälfte des 19. Jahrhunderts.                                                               |                         |
|        | Lindenstraße 36 Neustadt (Lage)                  | Wohnhaus                | | Wohnhaus                |
|        | Lindenstraße 37 (Lage)                           | Wohnhaus                | Das Gebäude wurde aus der Denkmalliste entfernt. | Wohnhaus                |
|        | Neustädtische Wassertorstraße Neustadt (Lage)    | Tunnelofen der Ziegelei | | Tunnelofen der Ziegelei |
|        | Neustädtische Wassertorstraße 21 Neustadt (Lage) |                         | Das Haus wurde am 7. Juli 1993 aus der Denkmalliste gelöscht. |                         |
|        | Packhofstraße 21–22 Neustadt (Lage)              |                         | Das Haus wurde am 15. Juni 1993 aus der Denkmalliste gelöscht. |                         |
|        | Schusterstraße 8 Altstadt (Lage)                 | Wohnhaus                | | Wohnhaus                |
|        | Wollenweberstraße 37 Neustadt (Lage)             | Mietwohnhaus            | Das Quergebäude der Kurstraße 34 reichte seinerzeit bis zur Wollenweberstraße. | Mietwohnhaus            |